# Museo archeologico di Hatay
Il Museo archeologico di Hatay (in turco Hatay Arkeoloji Müzesi) è il museo archeologico di Antiochia, in Turchia. È noto per la sua vasta collezione di mosaici di epoca romana e bizantina. Il museo si trova ad Antiochia, la città principale della provincia di Hatay. La costruzione del museo iniziò nel 1934 su indicazione del sovraintendente francese di antichità Claude M. Prost. Fu completato nel 1938 e passò sotto il controllo turco nel 1939 in seguito all'unificazione di Hatay con la Turchia. Il museo è stato aperto al pubblico nel 1948 e riaperto nel 1975 in seguito a lavori di ristrutturazione ed ampliamento. Successivamente, il vecchio edificio del museo è stato ristrutturato e ampliato, ma la necessità di nuovi ampliamenti e ammodernamento dello spazio espositivo ha portato alla costruzione di un nuovo edificio per il museo nel 2011, che è stato inaugurato nel 2014.

## Collezioni
Il museo contiene una collezione di oggetti archeologici della provincia di Hatay appartenenti a periodi compresi tra il Paleolitico e il periodo islamico. La maggior parte è stata scoperta negli scavi che hanno avuto luogo nella regione tra il 1932 e il 1939.
Gli oggetti più antichi sono reperti paleolitici della grotta Üçağızlı, abitata tra il 43000 e il 17000 a.C. Sono rappresentate anche altre fasi preistoriche: il Neolitico e il Calcolitico. Tra gli oggetti dell'età del bronzo ce ne sono alcuni che appartengono all'impero ittita. D'altra parte, ci sono reperti della prima età del ferro dei regni neo-ittiti che esistevano durante quel periodo.
Altri oggetti nel museo appartengono a reperti della cosiddetta cultura Amuq.
Una sezione importante del museo è costituita da oggetti del periodo ellenistico, quando la città di Antiochia fiorì come capitale dell'Impero seleucide. In alcune statue e monete ci sono rappresentazioni di Tiche, che era una divinità strettamente associata alla città. Altre statue del periodo ellenistico e romano rappresentano altre divinità della mitologia greca. Il museo ospita sarcofagi, stele funerarie e vari reperti legati ad usi funerari.
Di particolare importanza è la collezione di mosaici dell'intera regione, che, per la sua varietà e qualità, è considerata una delle più importanti al mondo. La maggior parte sono di epoca romana.
D'altra parte, una sezione del museo espone oggetti islamici del Medioevo.

## Galleria d'immagini

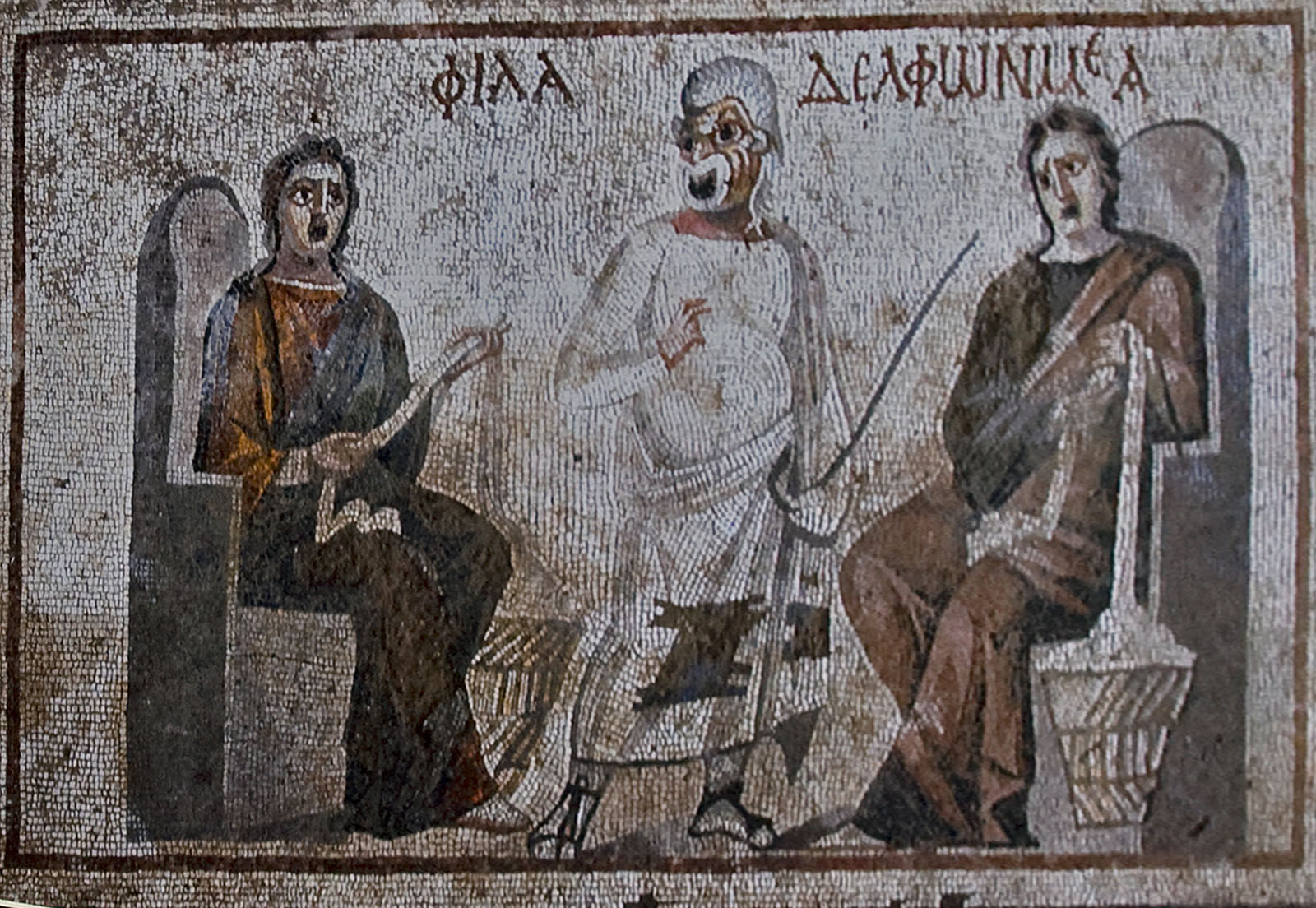
Museo Archeologico di Hatay mosaico con attori in maschera
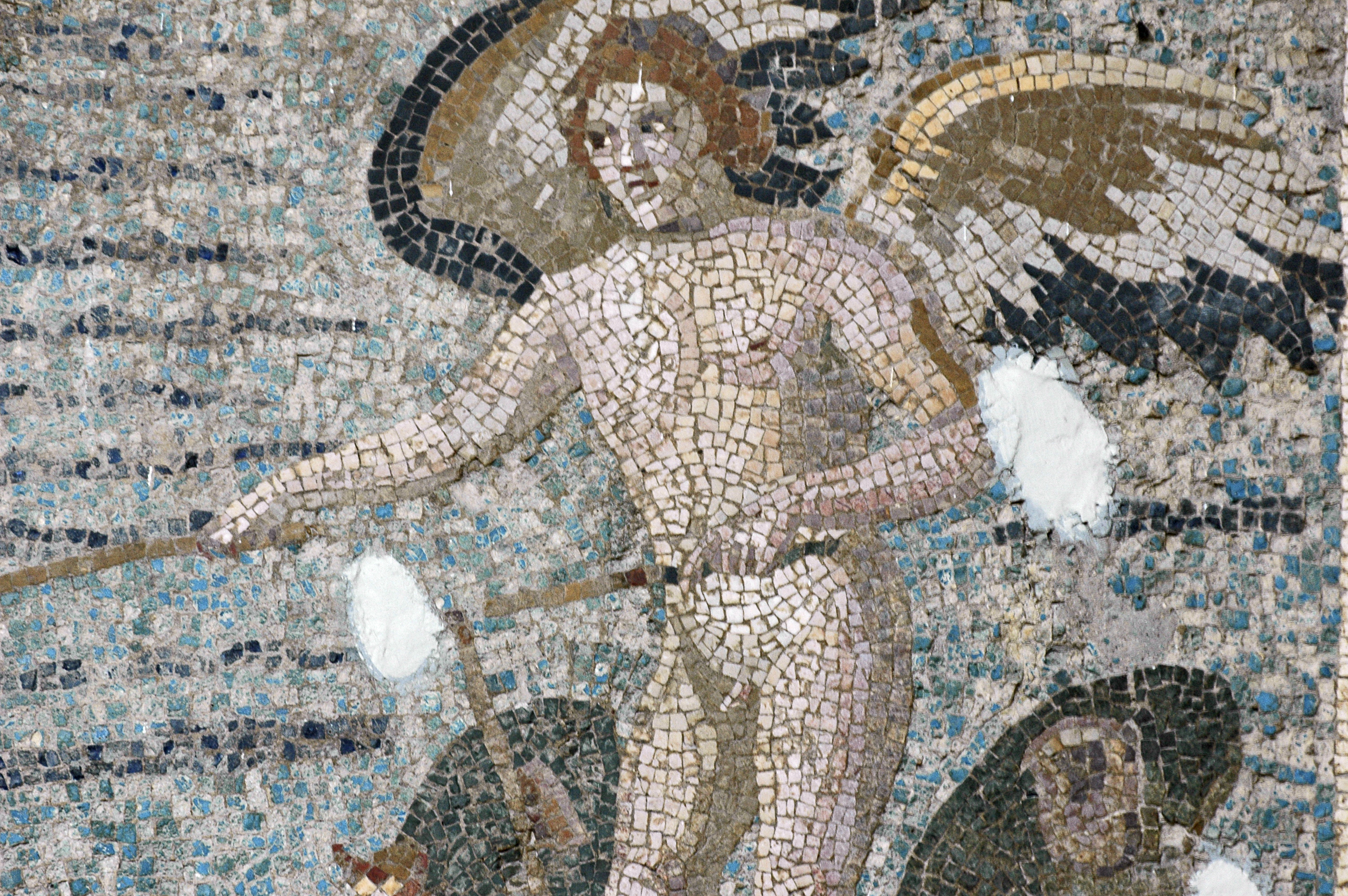
Museo Archeologico di Hatay mosaico della barca di Psiche
Museo Archeologico di Hatay mosaico di Dionisio e Arianna
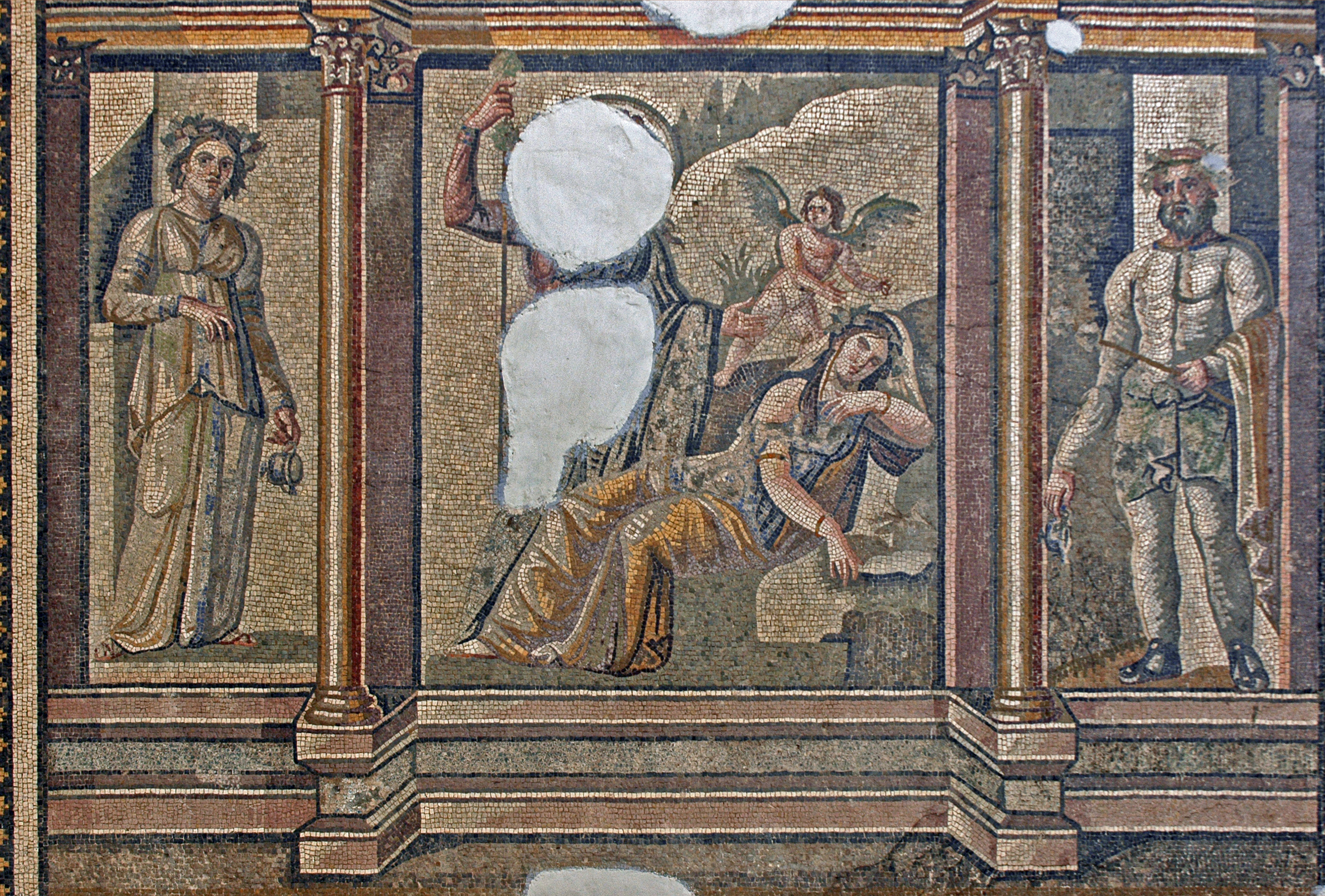
Museo Archeologico di Hatay mosaico di Dionisio e Arianna
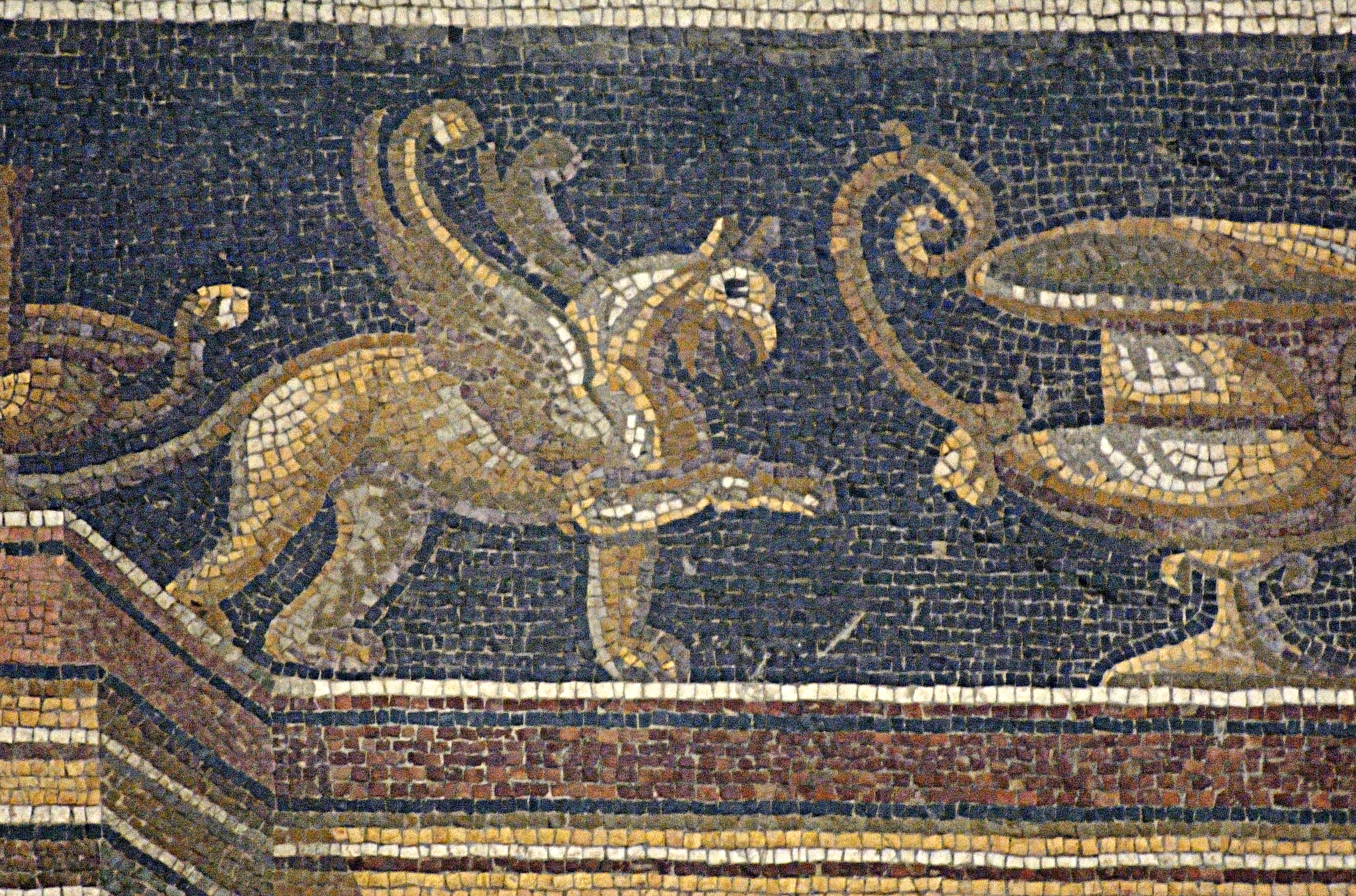
Museo Archeologico di Hatay mosaico di Dionisio e Arianna
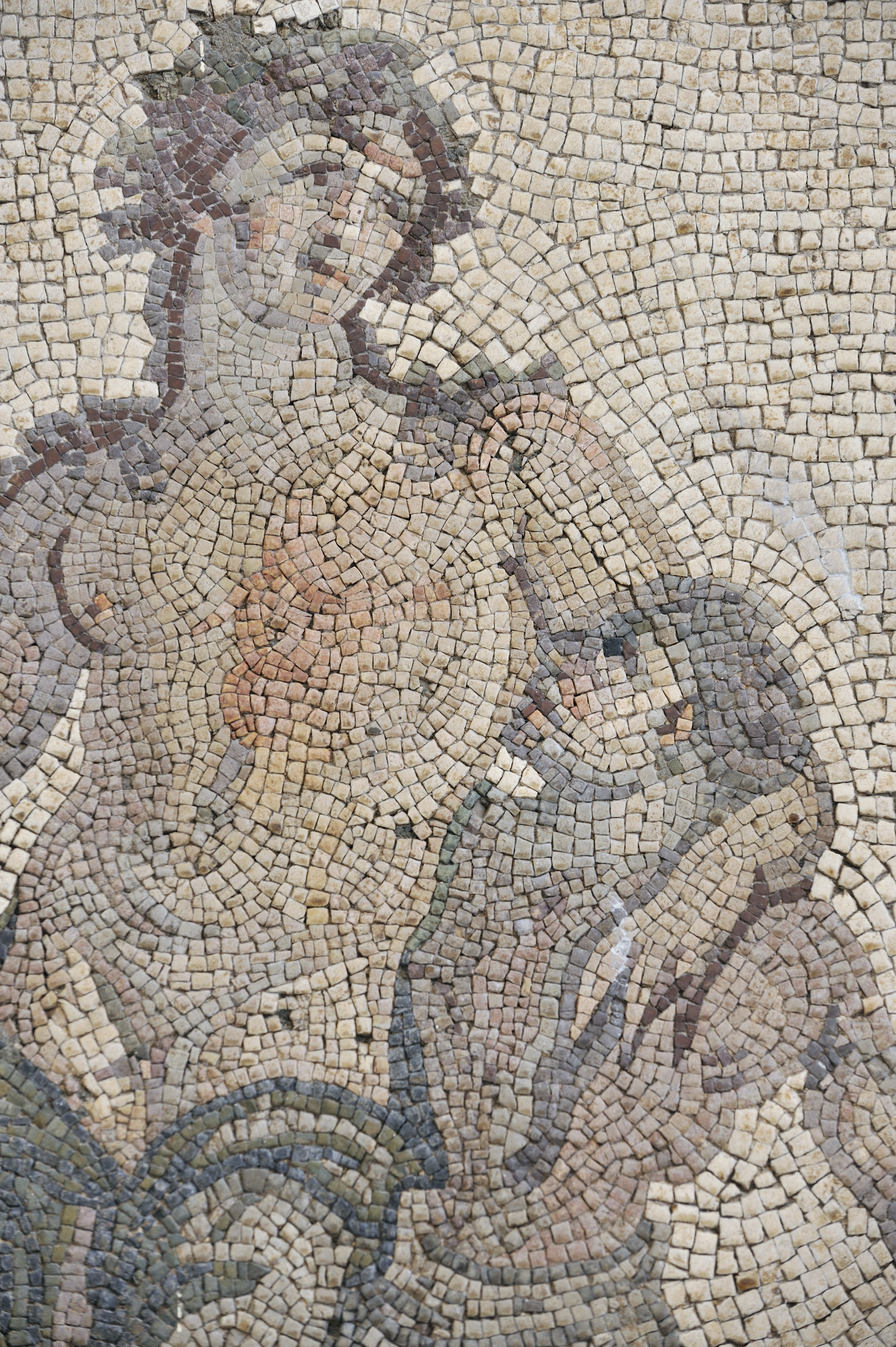
Museo Archeologico di Hatay mosaico di Dionisio
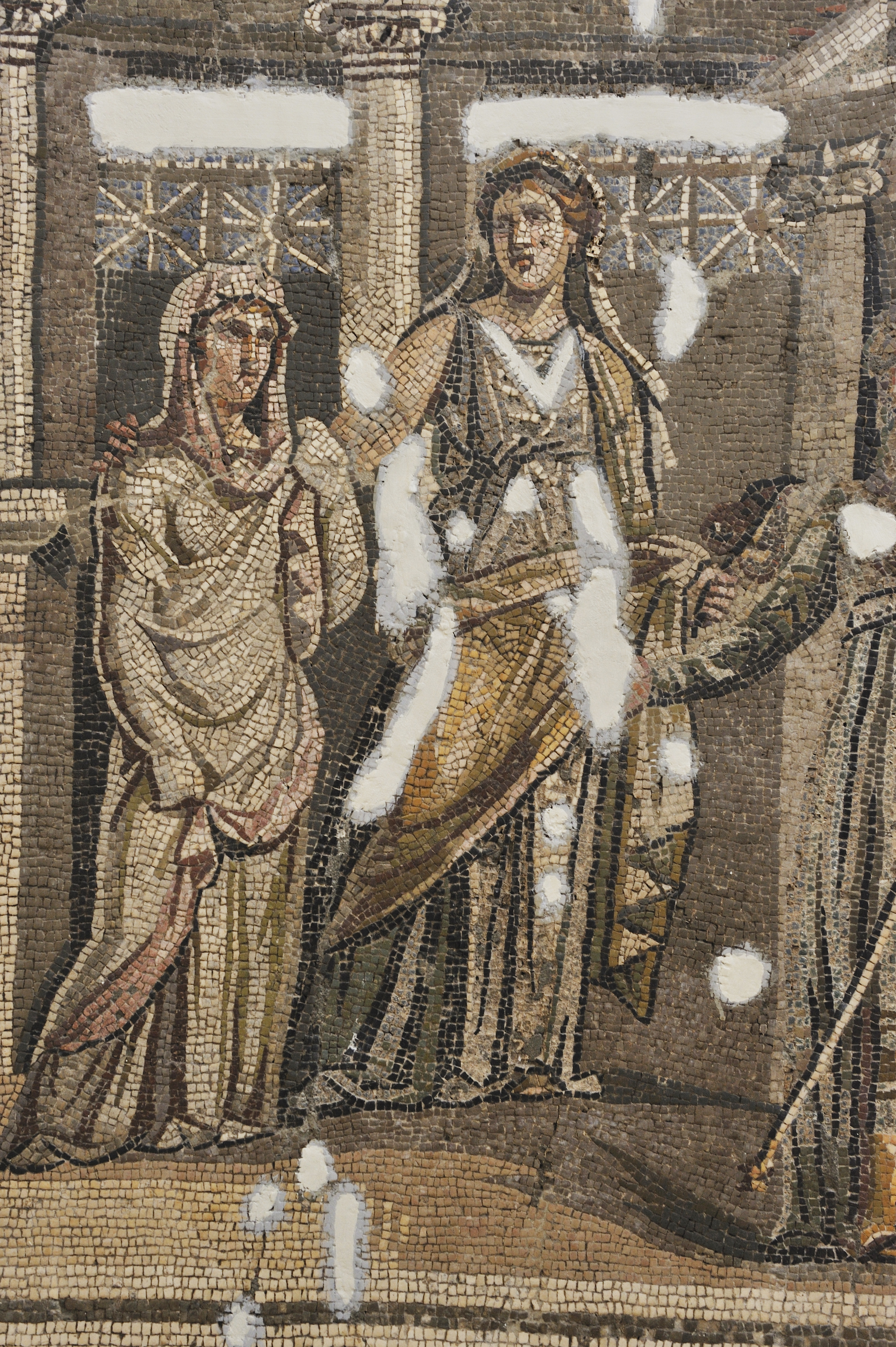
Museo Archeologico di Hatay mosaico di Ifigenia in Aulide
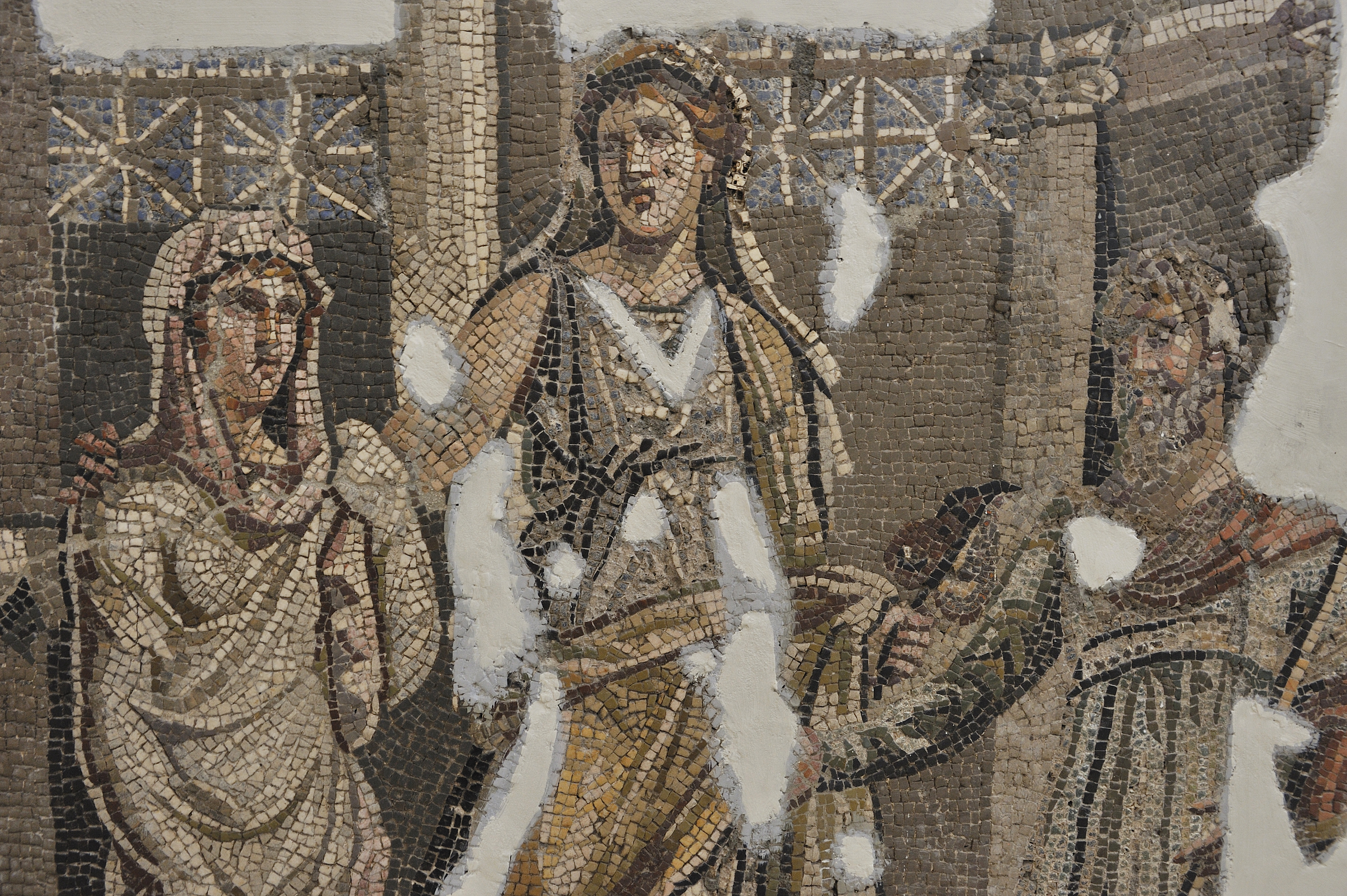
Museo Archeologico di Hatay mosaico di Ifigenia in Aulide
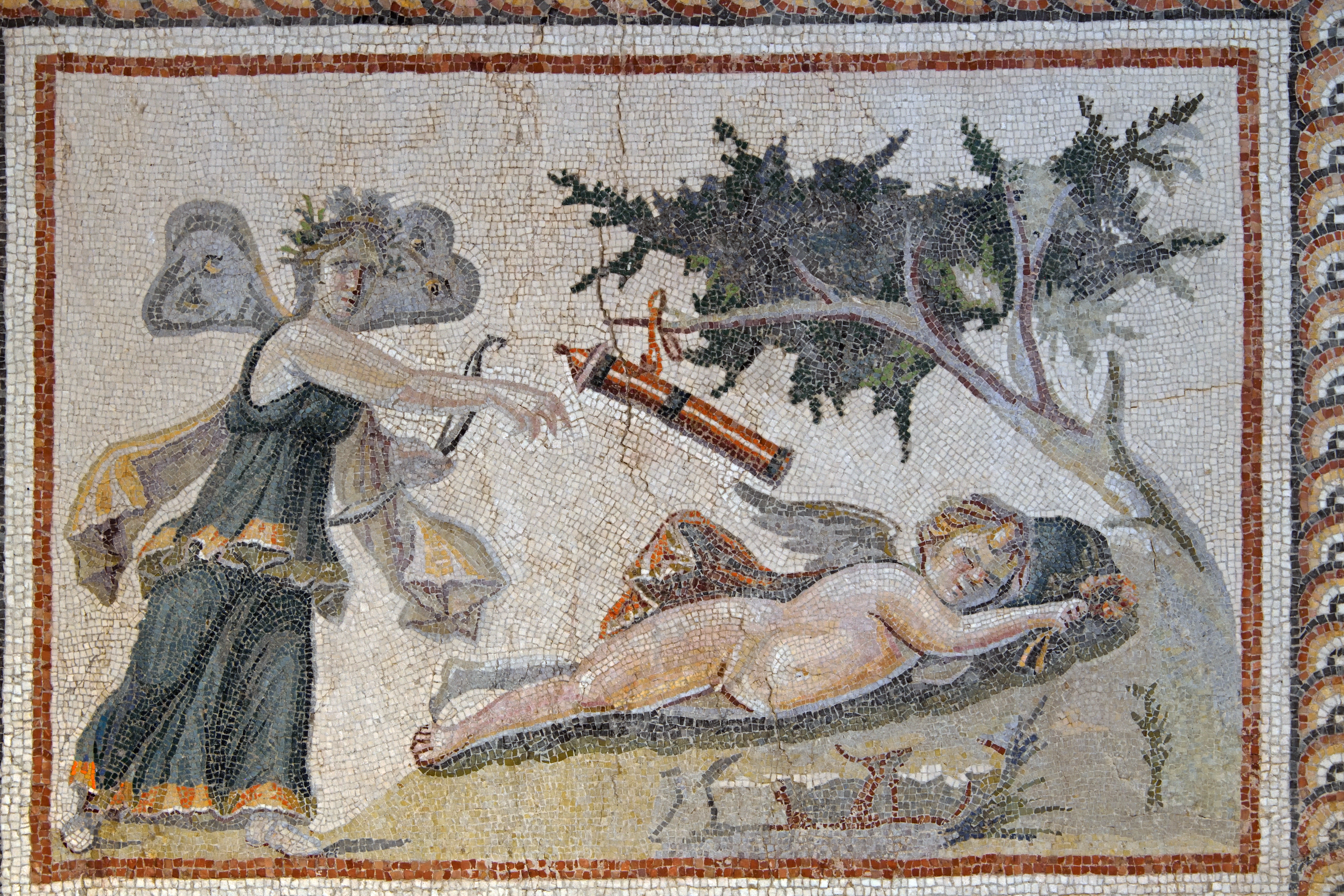
Museo Archeologico di Hatay mosaico di Psiche che ruba le armi di Amore
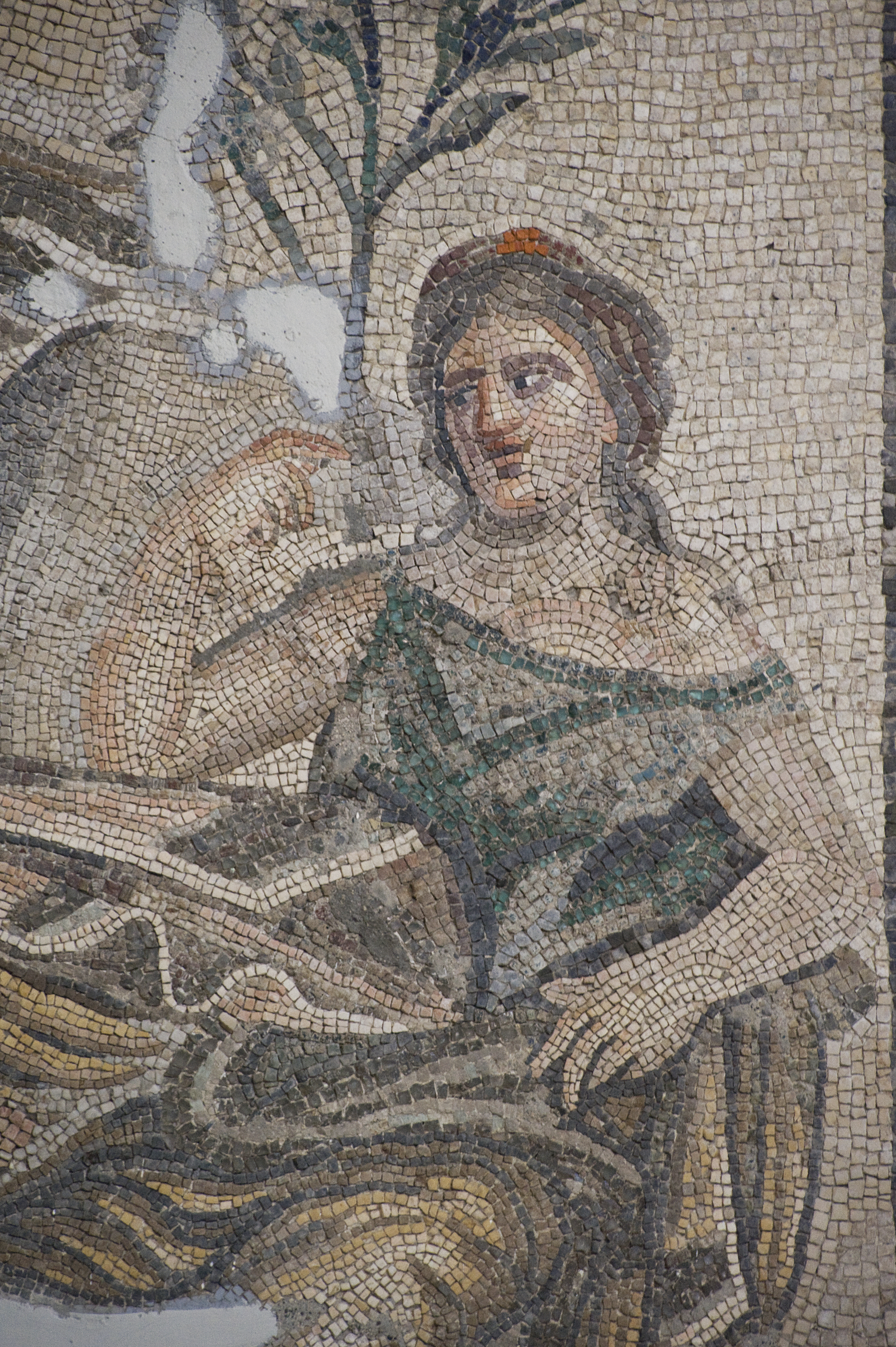
Museo Archeologico di Hatay mosaico di Ganimede
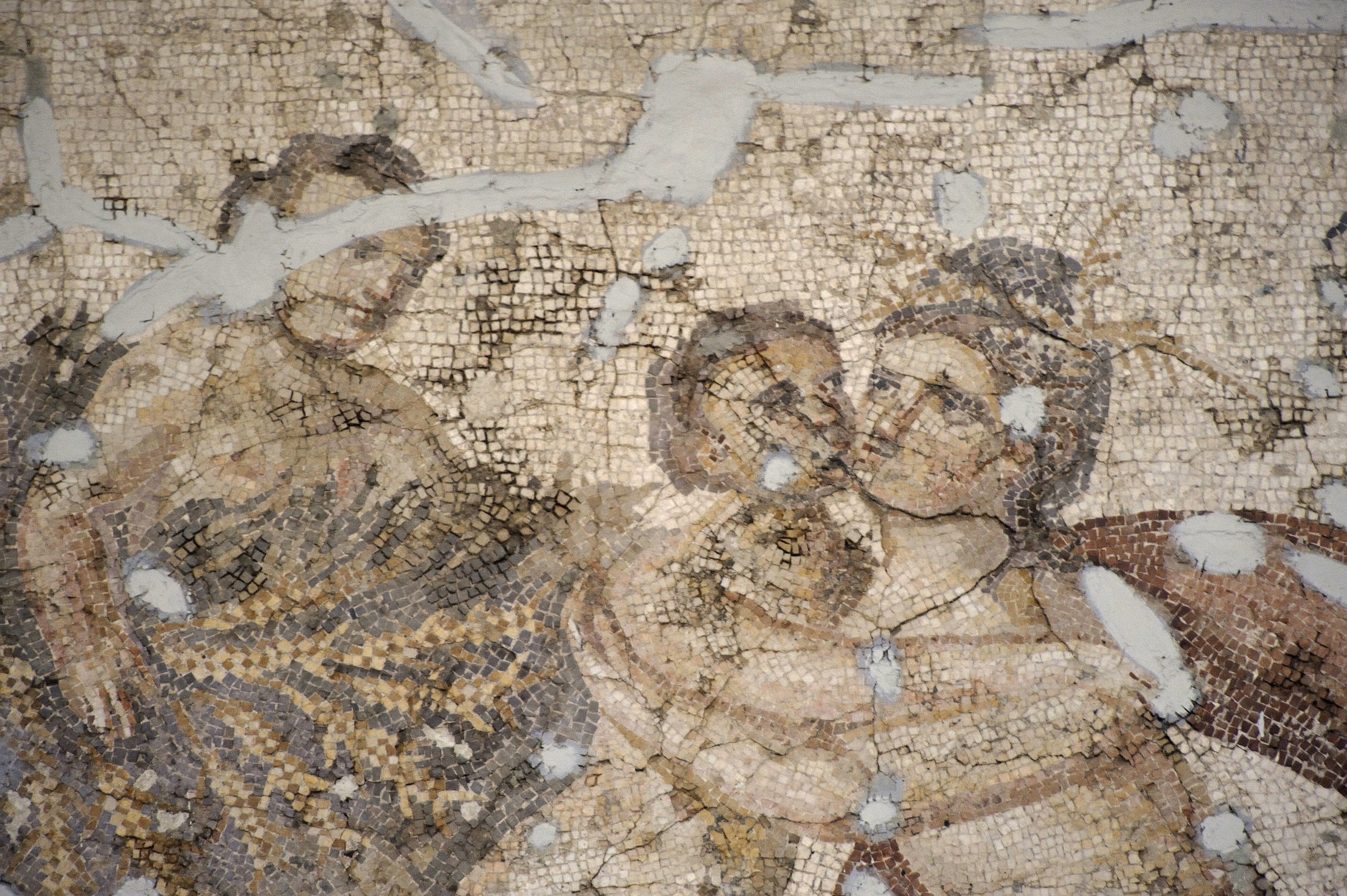
Museo Archeologico di Hatay mosaico di Gea e Carpi
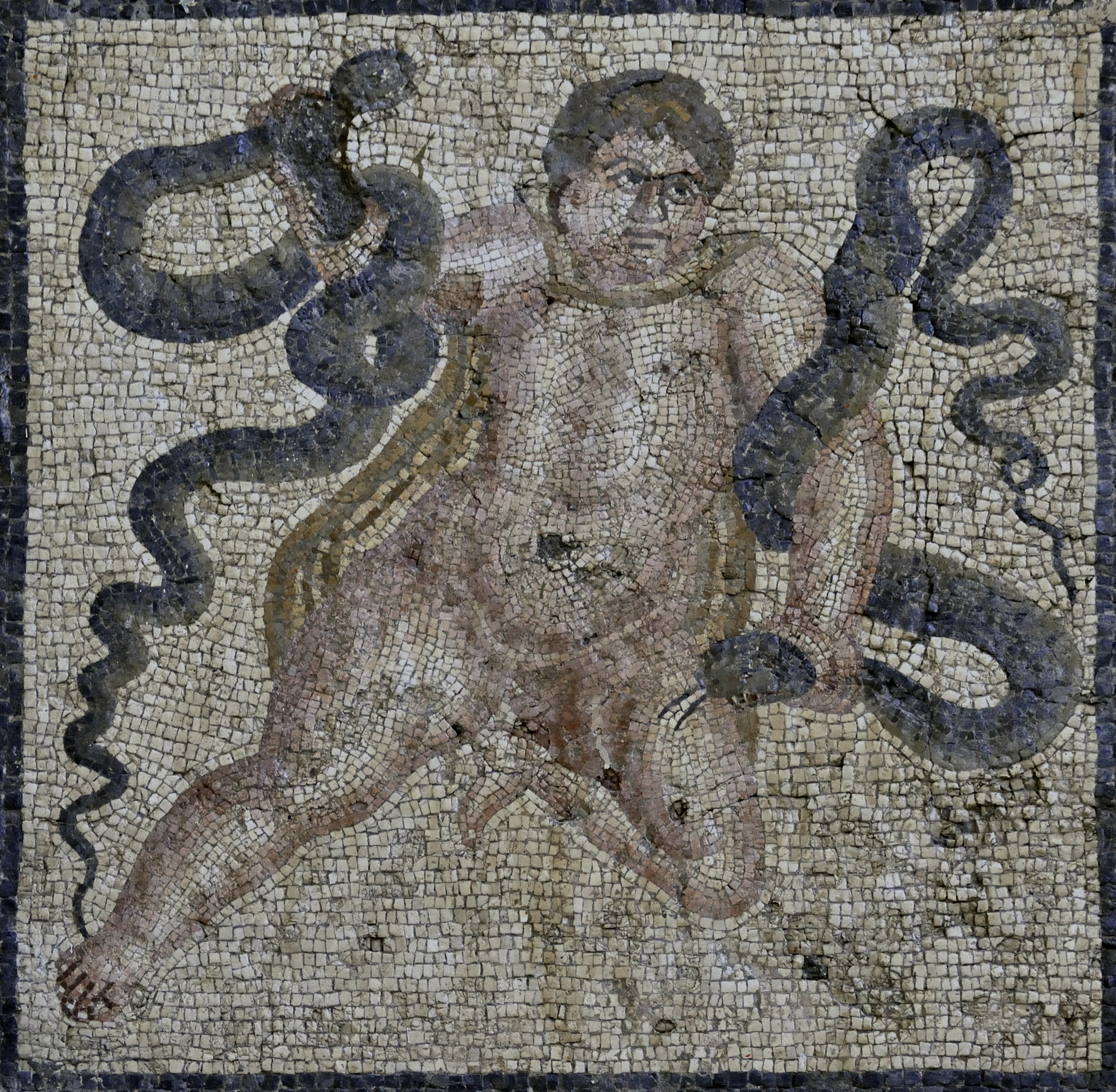
Museo Archeologico di Hatay mosaico di Eracle fanciullo che strozza i serpenti
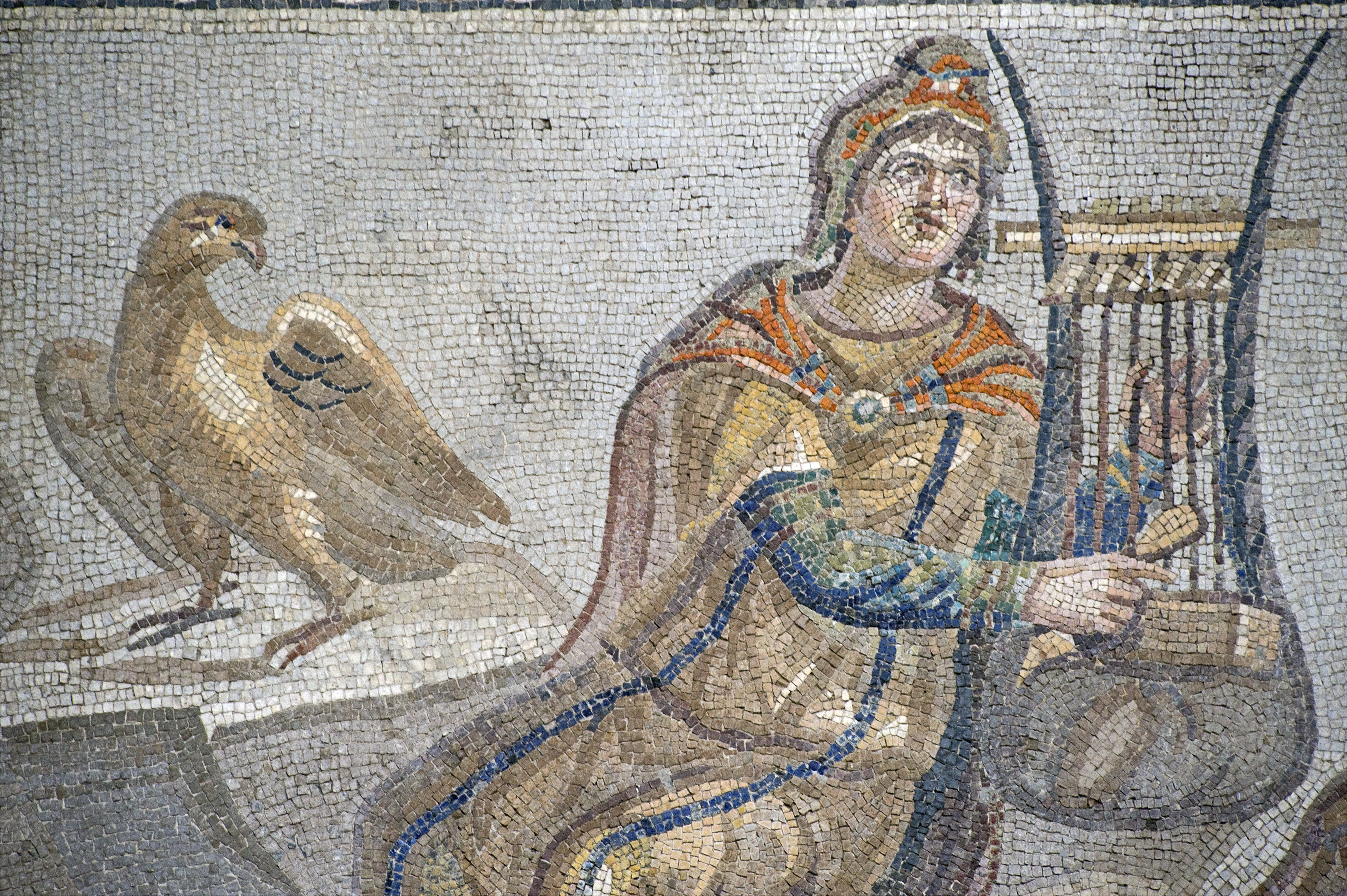
Museo Archeologico di Hatay mosaico di Orfeo
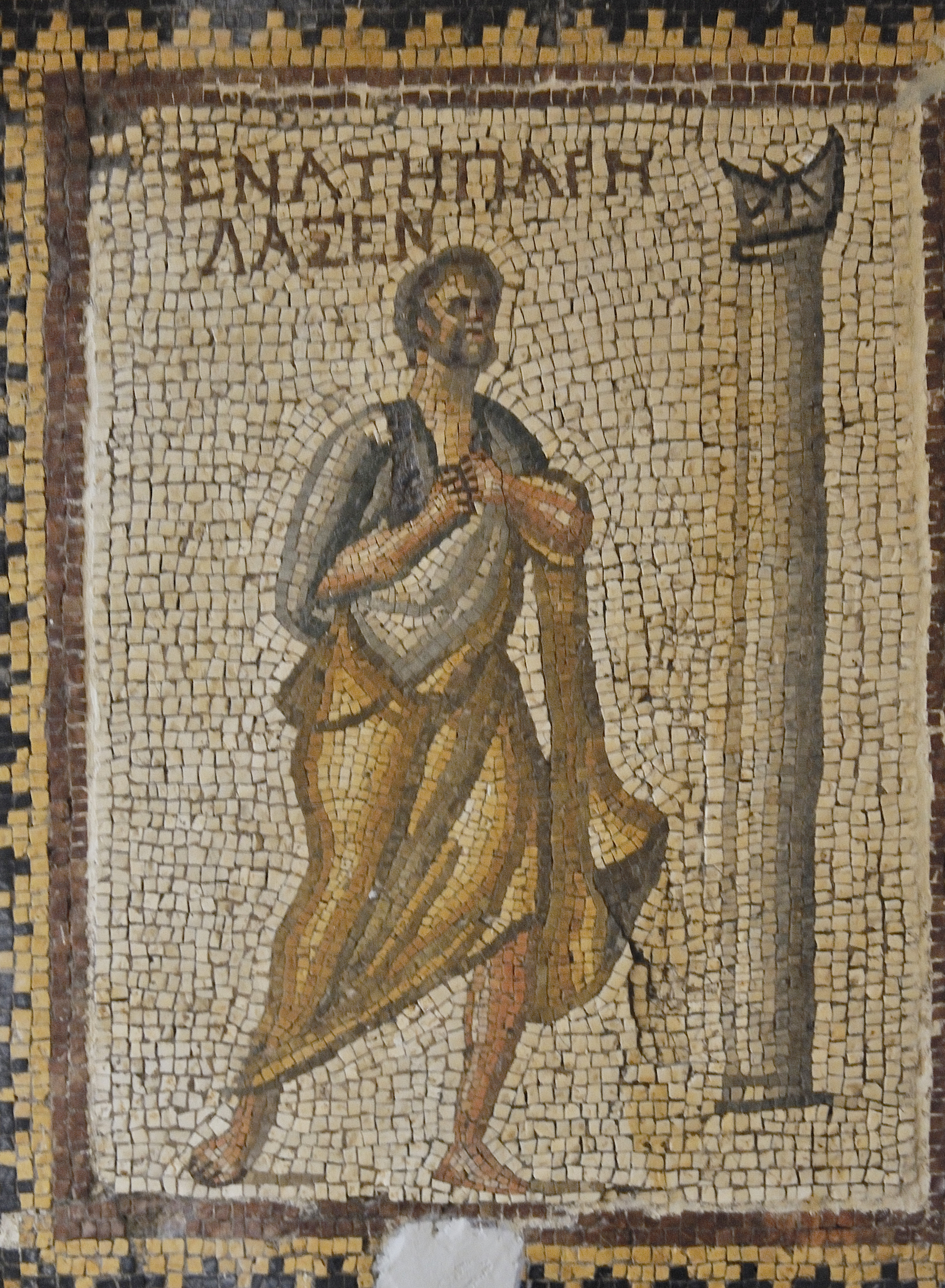
Museo Archeologico di Hatay mosaico della meridiana
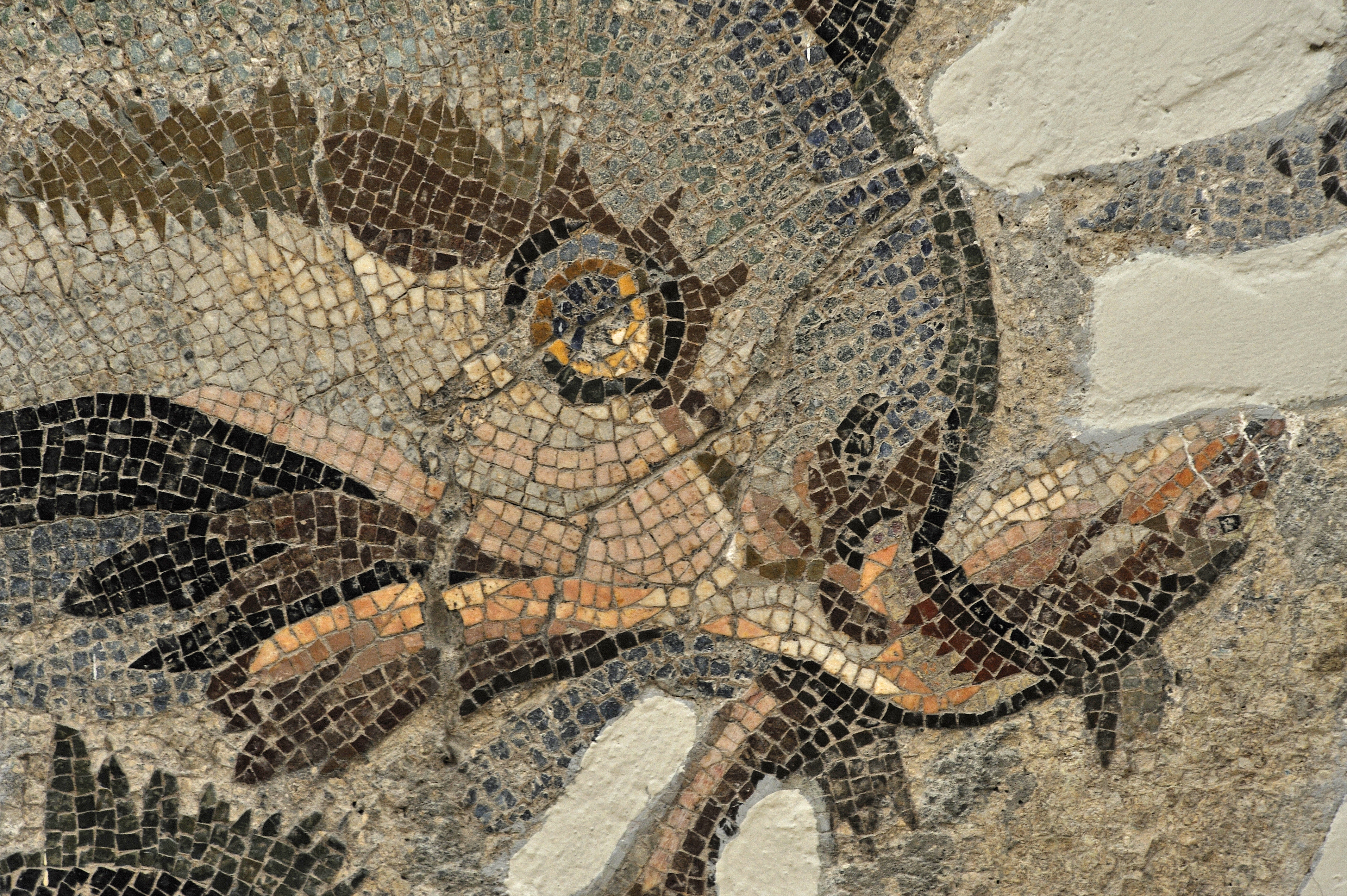
Museo Archeologico di Hatay mosaico di Teti ed Oceano
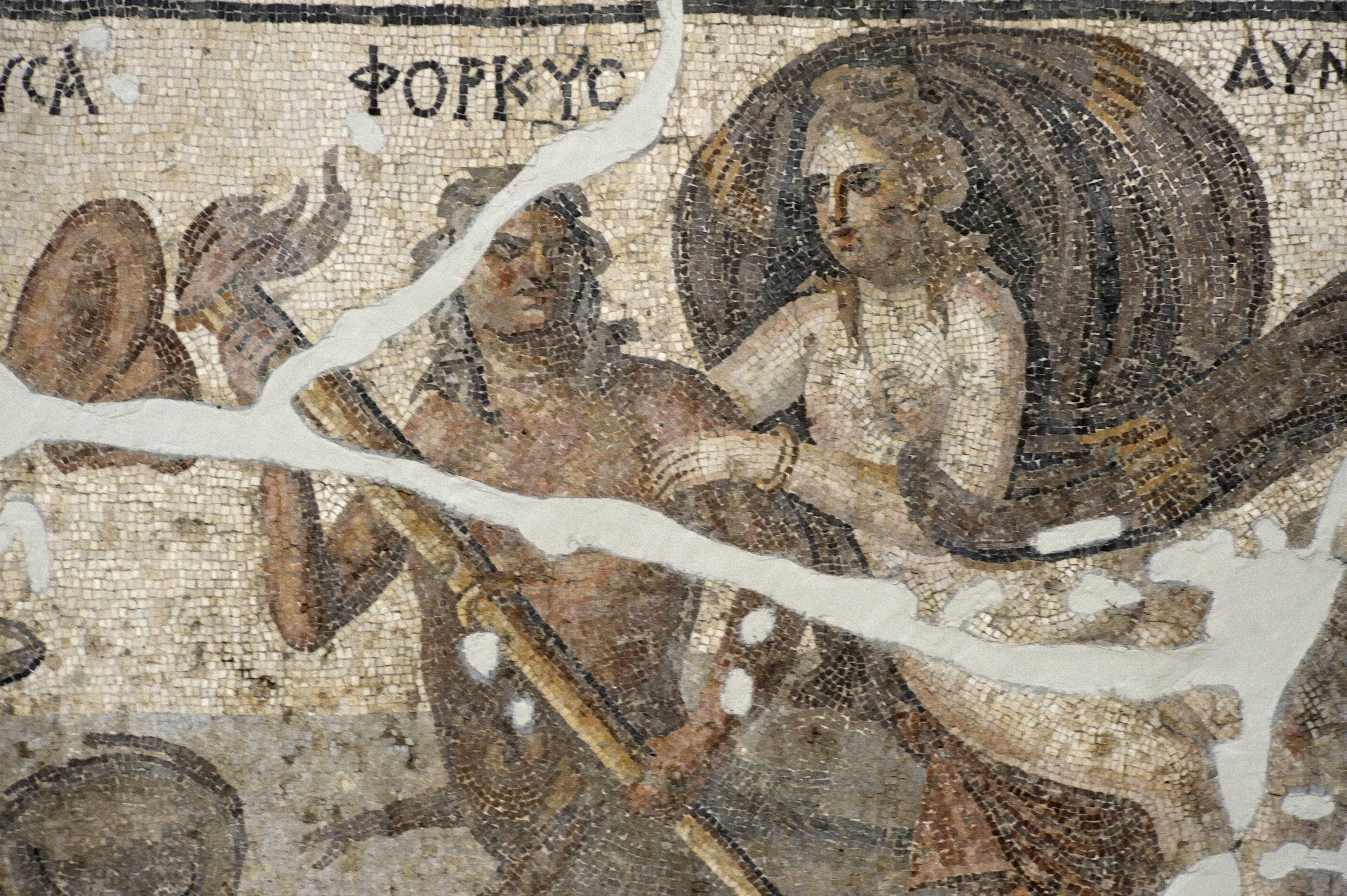
Museo Archeologico di Hatay mosaico del Tiaso con Tritone e Nereide
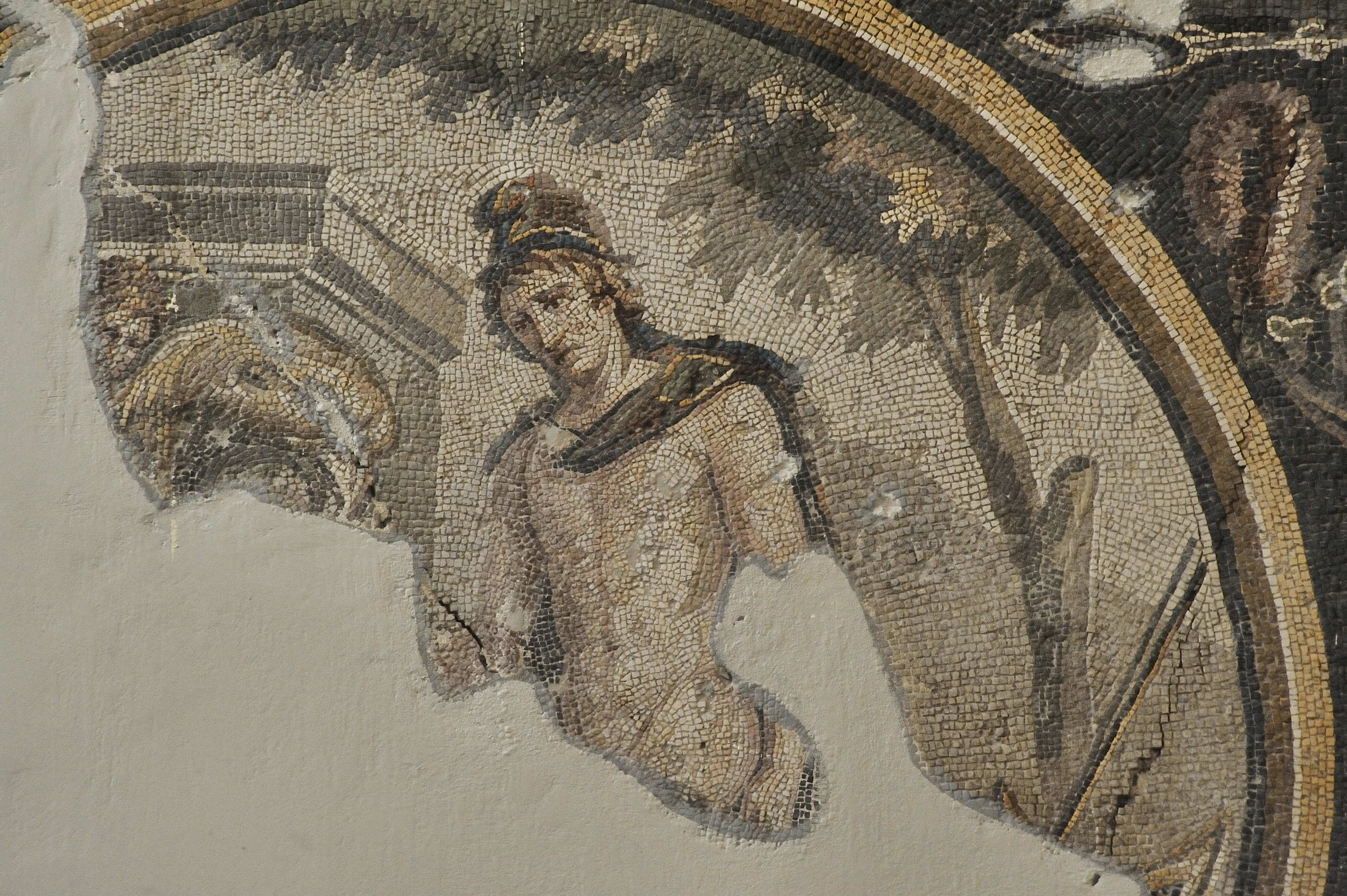
Museo Archeologico di Hatay mosaico del banchetto
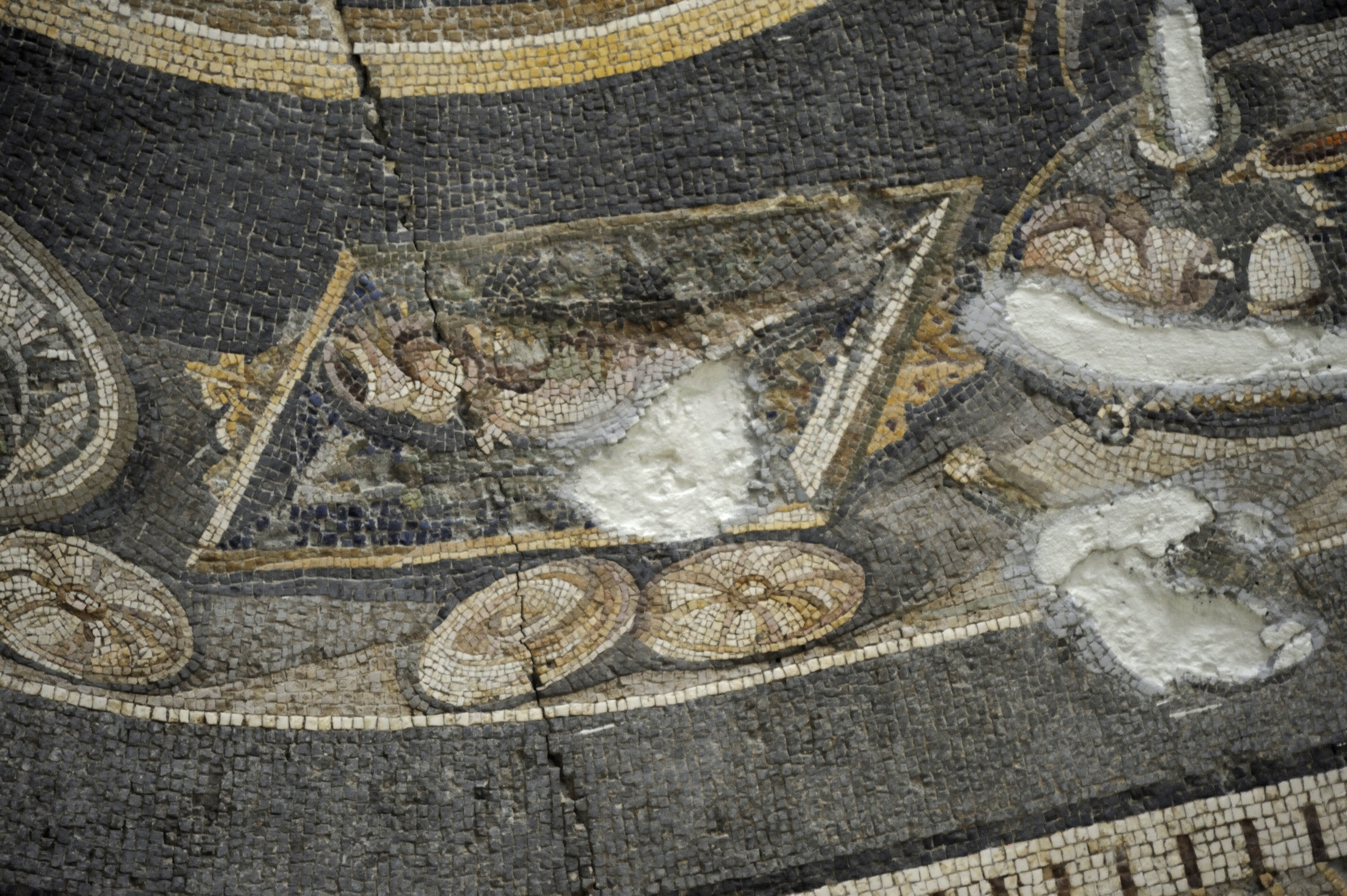
Museo Archeologico di Hatay mosaico del banchetto
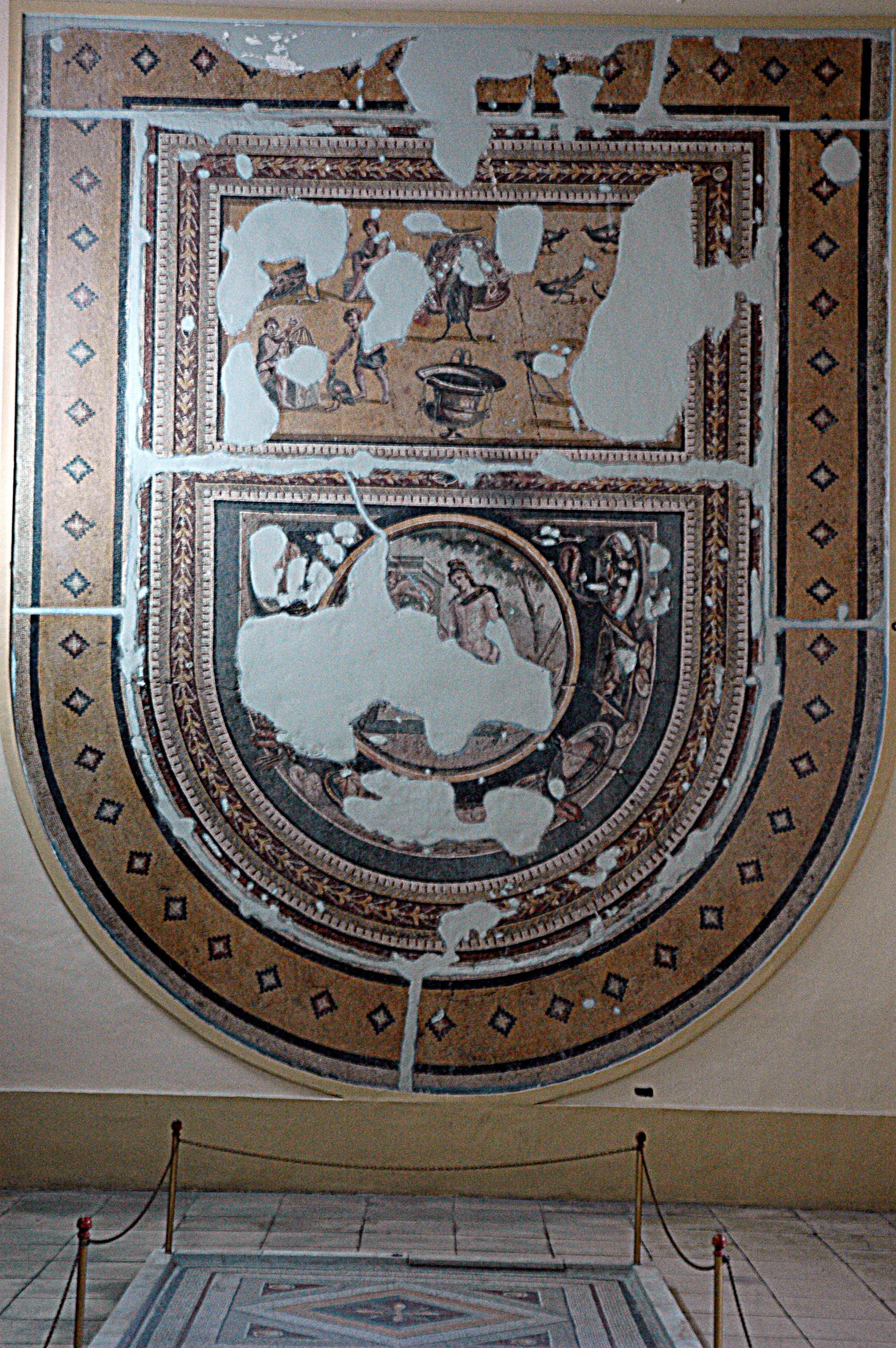
Museo Archeologico di Hatay mosaico del banchetto
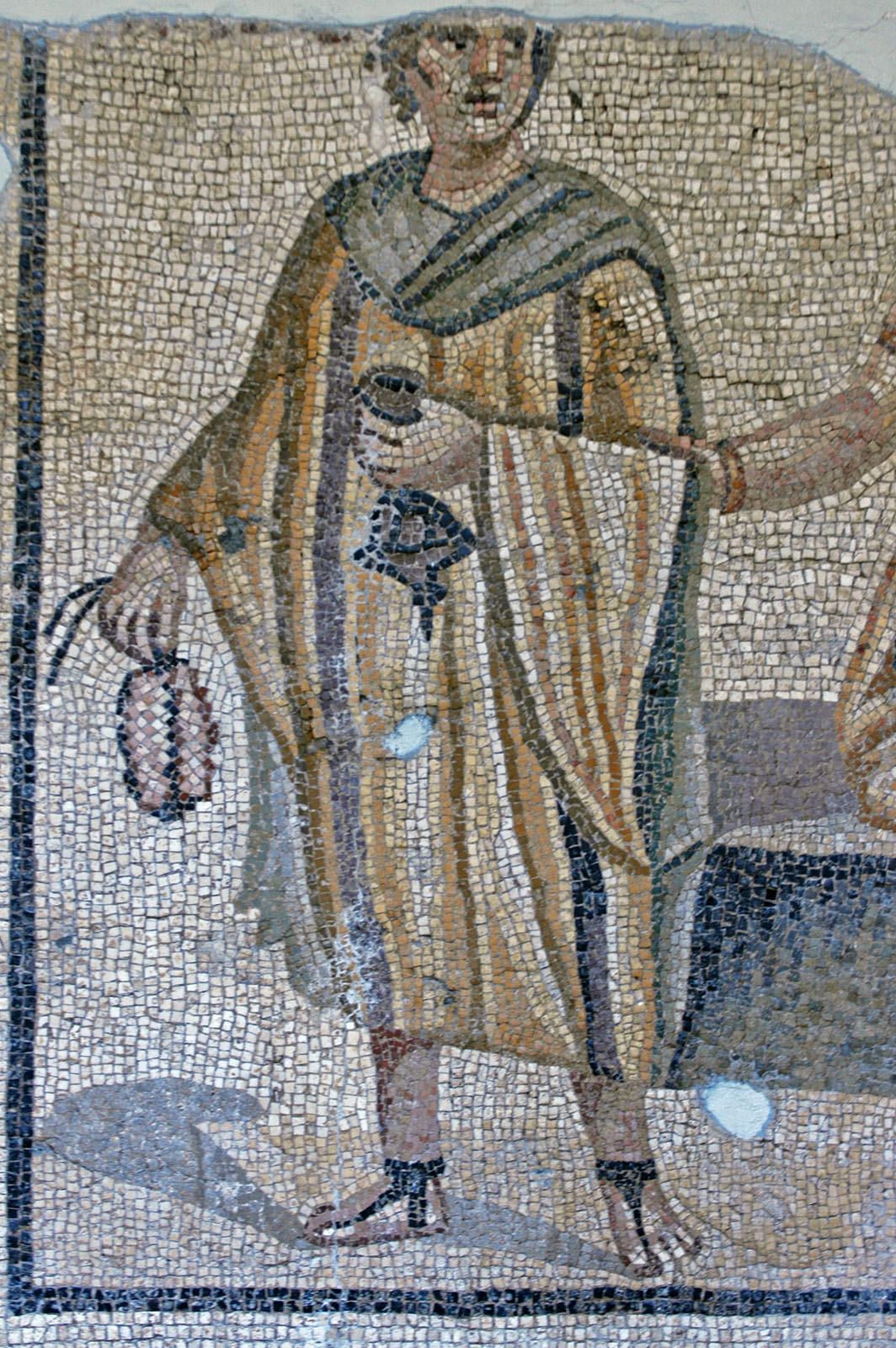
Museo Archeologico di Hatay dettaglio di mosaico
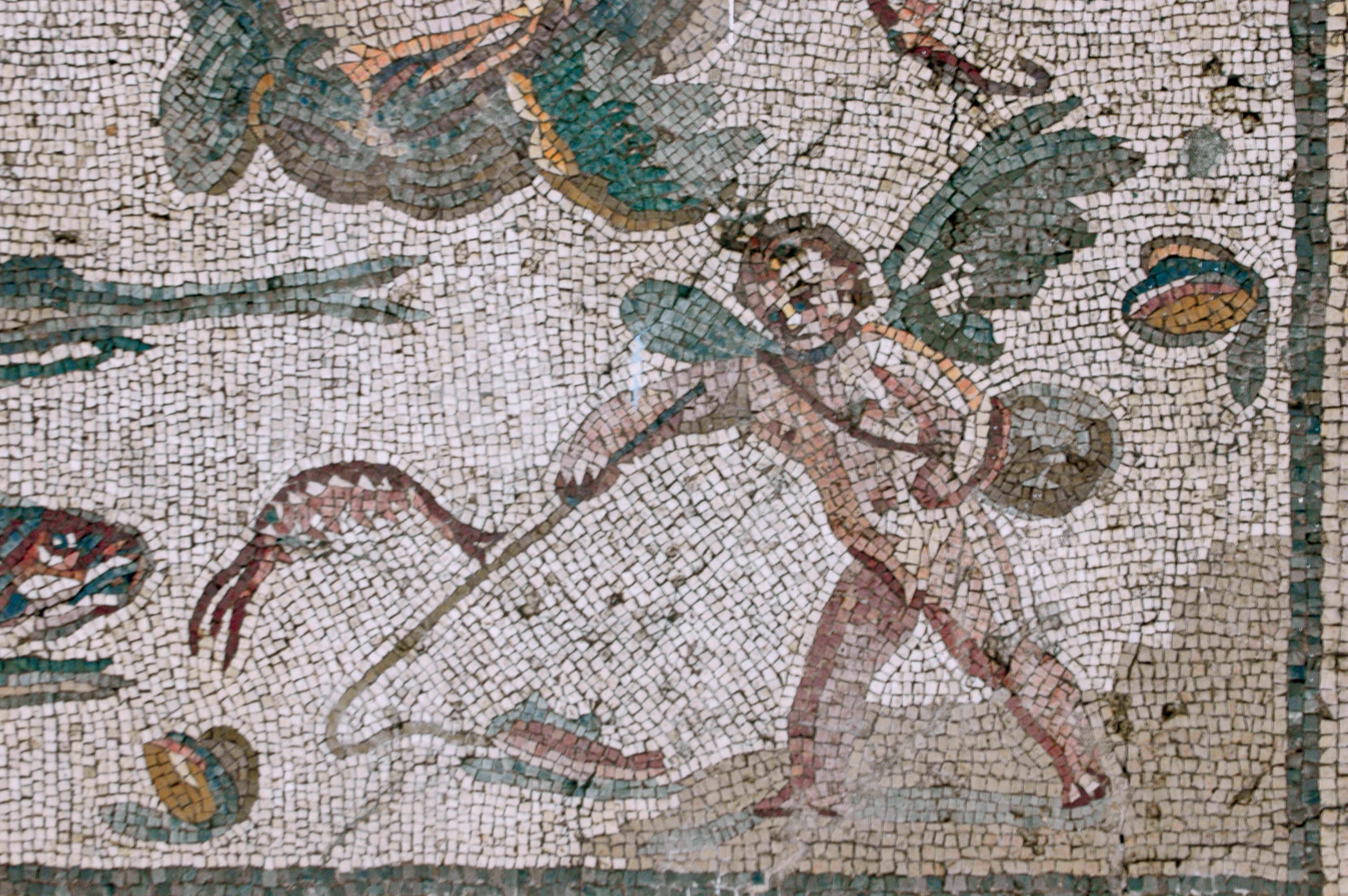
Museo Archeologico di Hatay dettaglio di mosaico
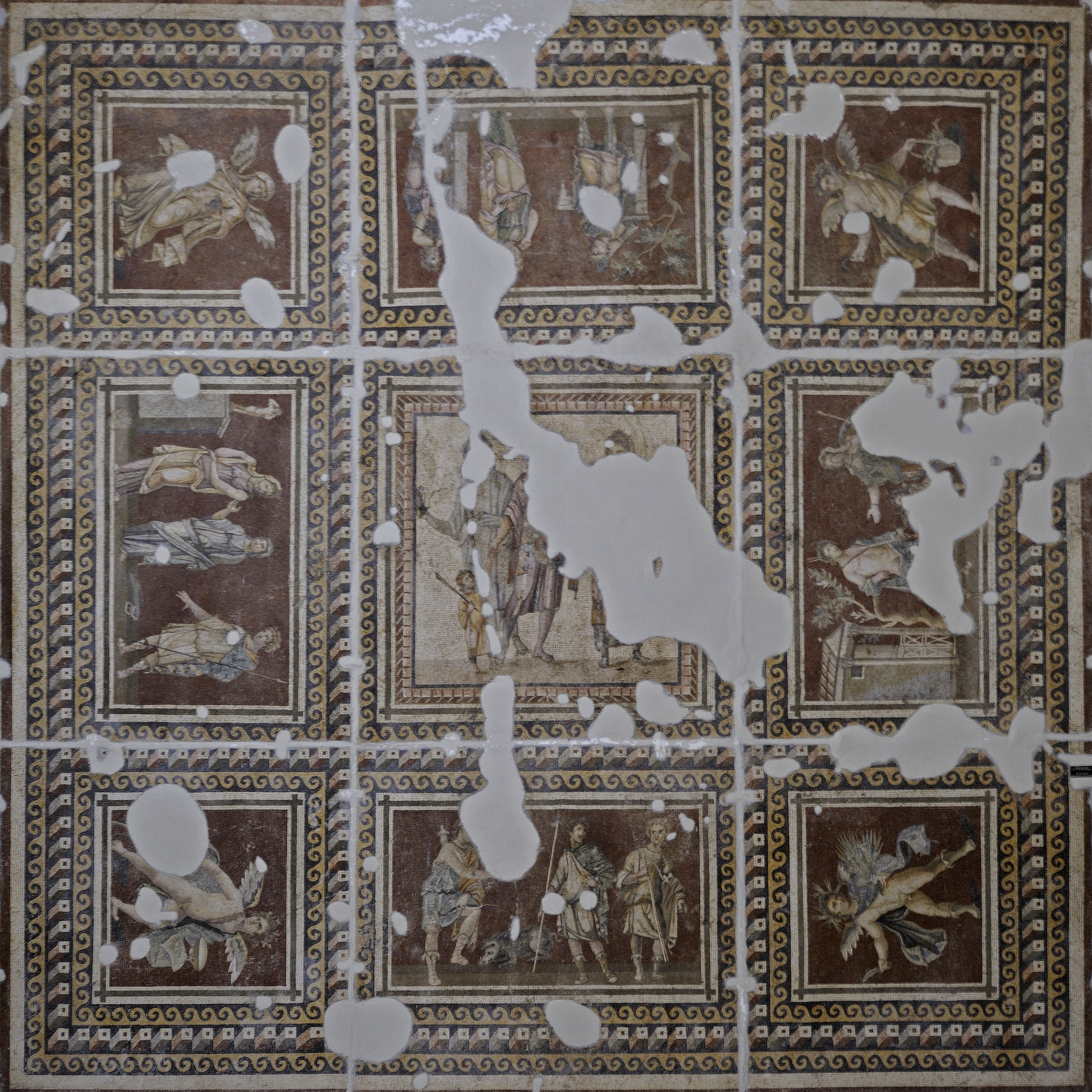
Museo Archeologico di Hatay mosaico delle quattro stagioni
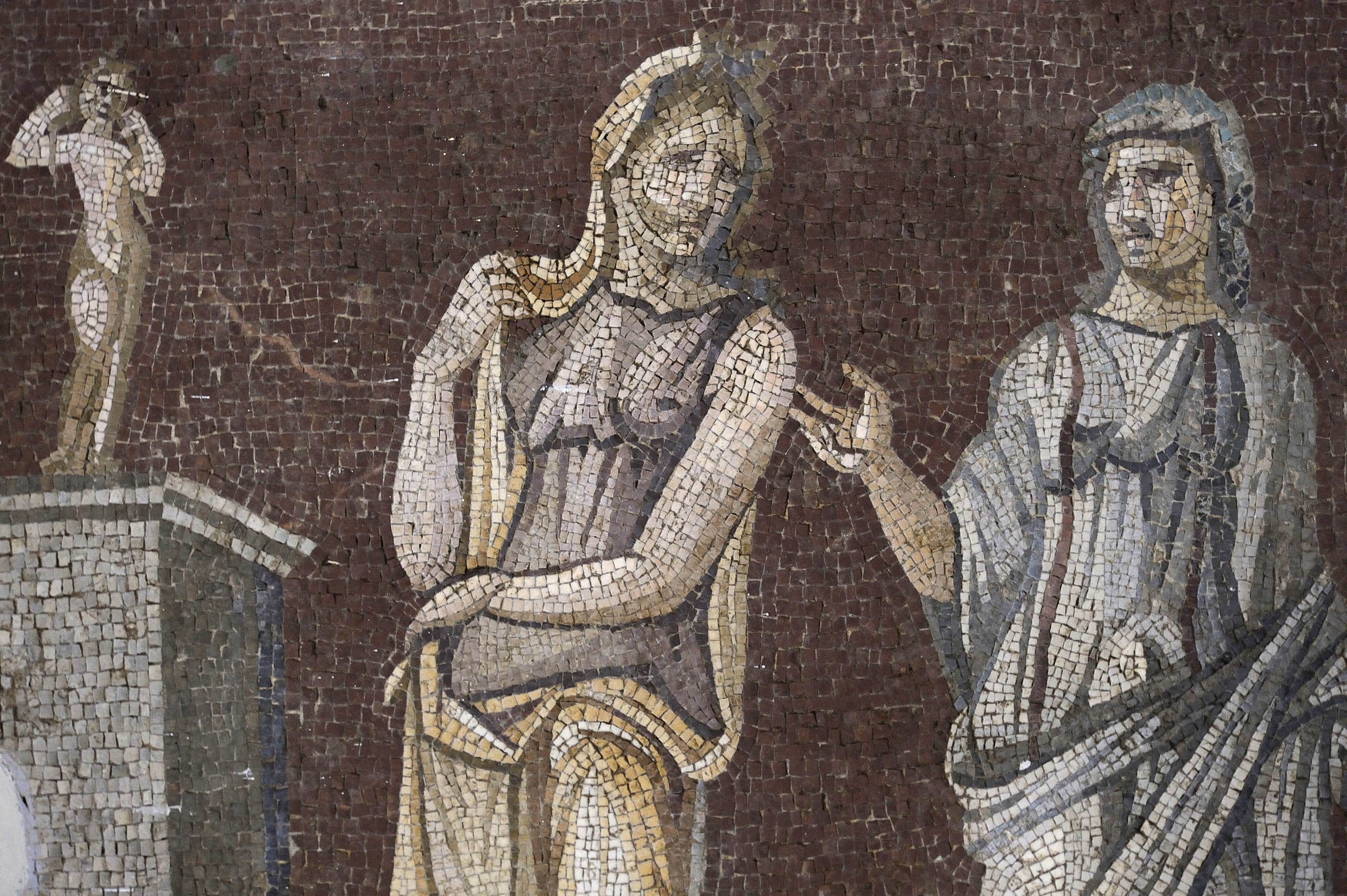
Museo Archeologico di mosaico delle quattro stagioni
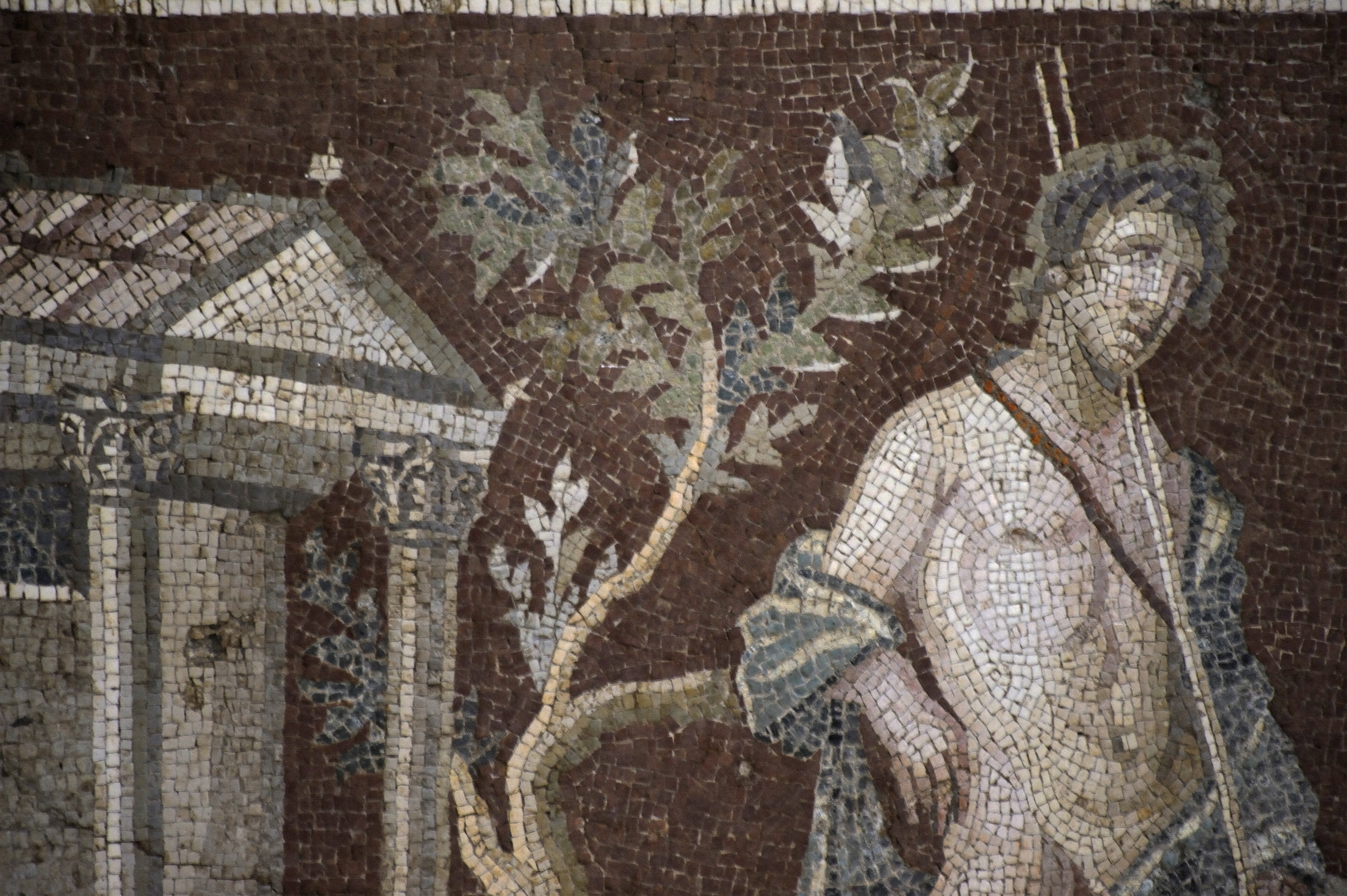
Museo Archeologico di mosaico delle quattro stagioni
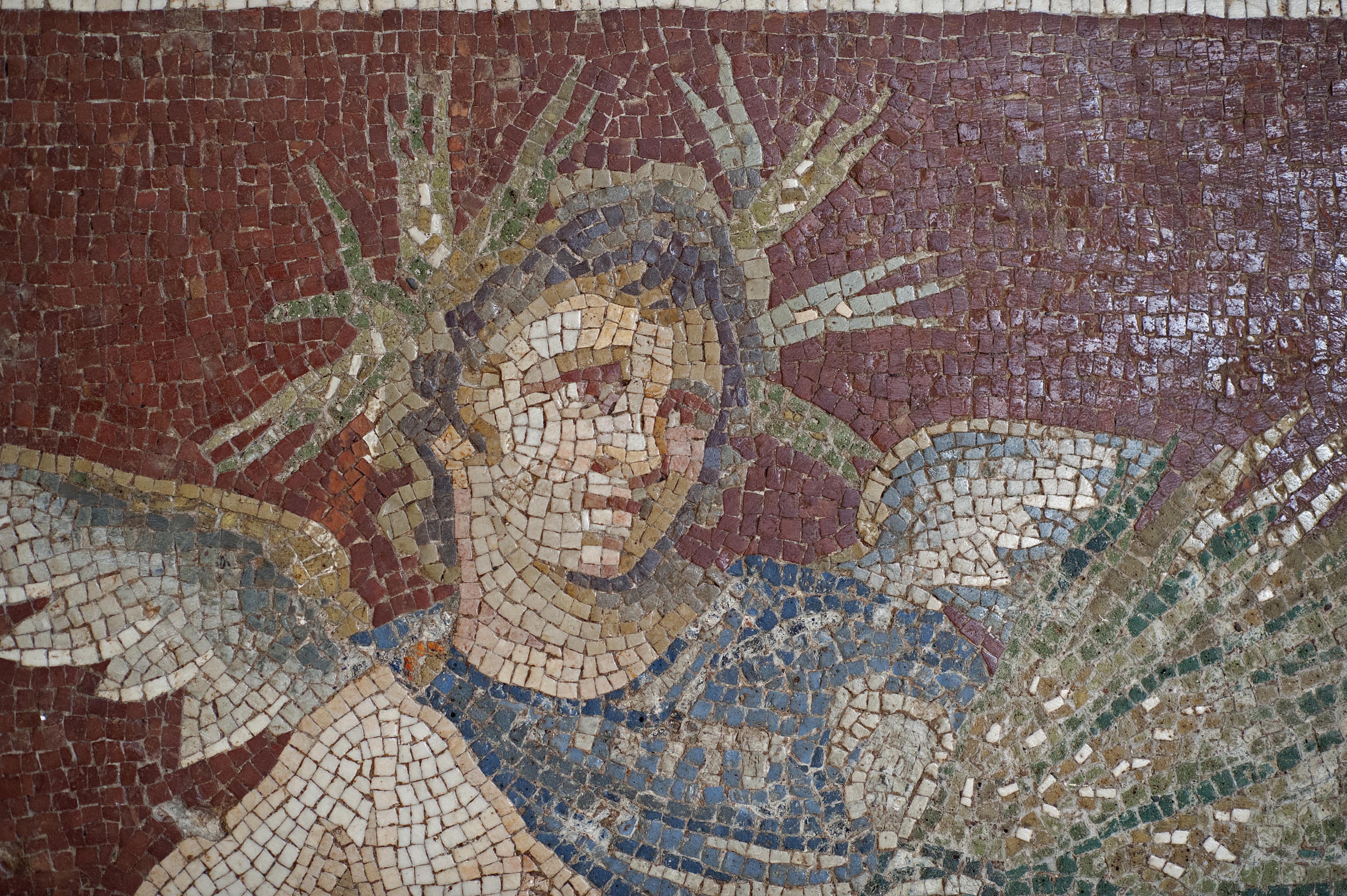
Museo Archeologico di mosaico delle quattro stagioni
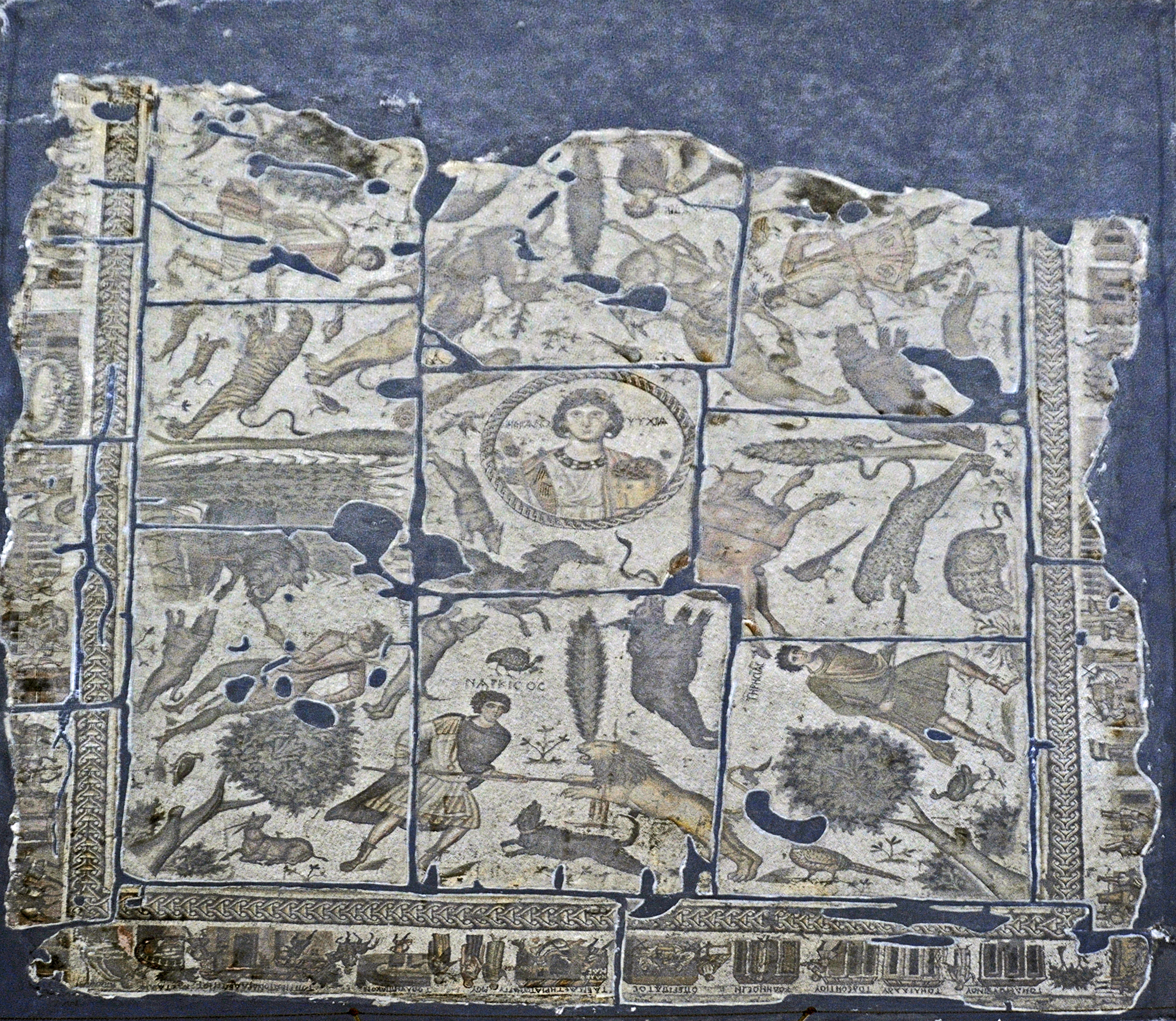
Museo Archeologico di Hatay mosaico del villaggio di Yakto con scene di caccia
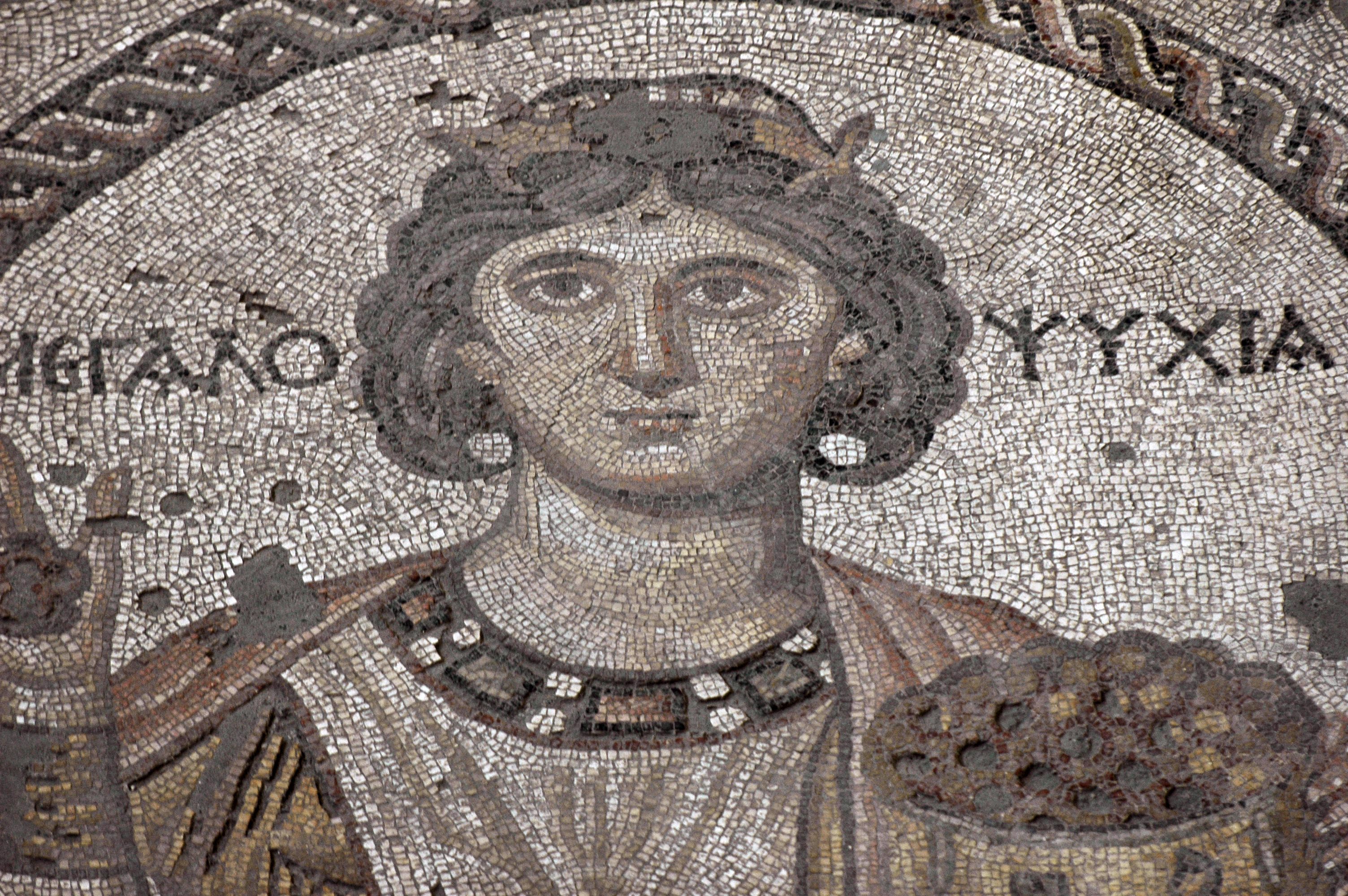
Museo Archeologico di Hatay mosaico del villaggio di Yakto
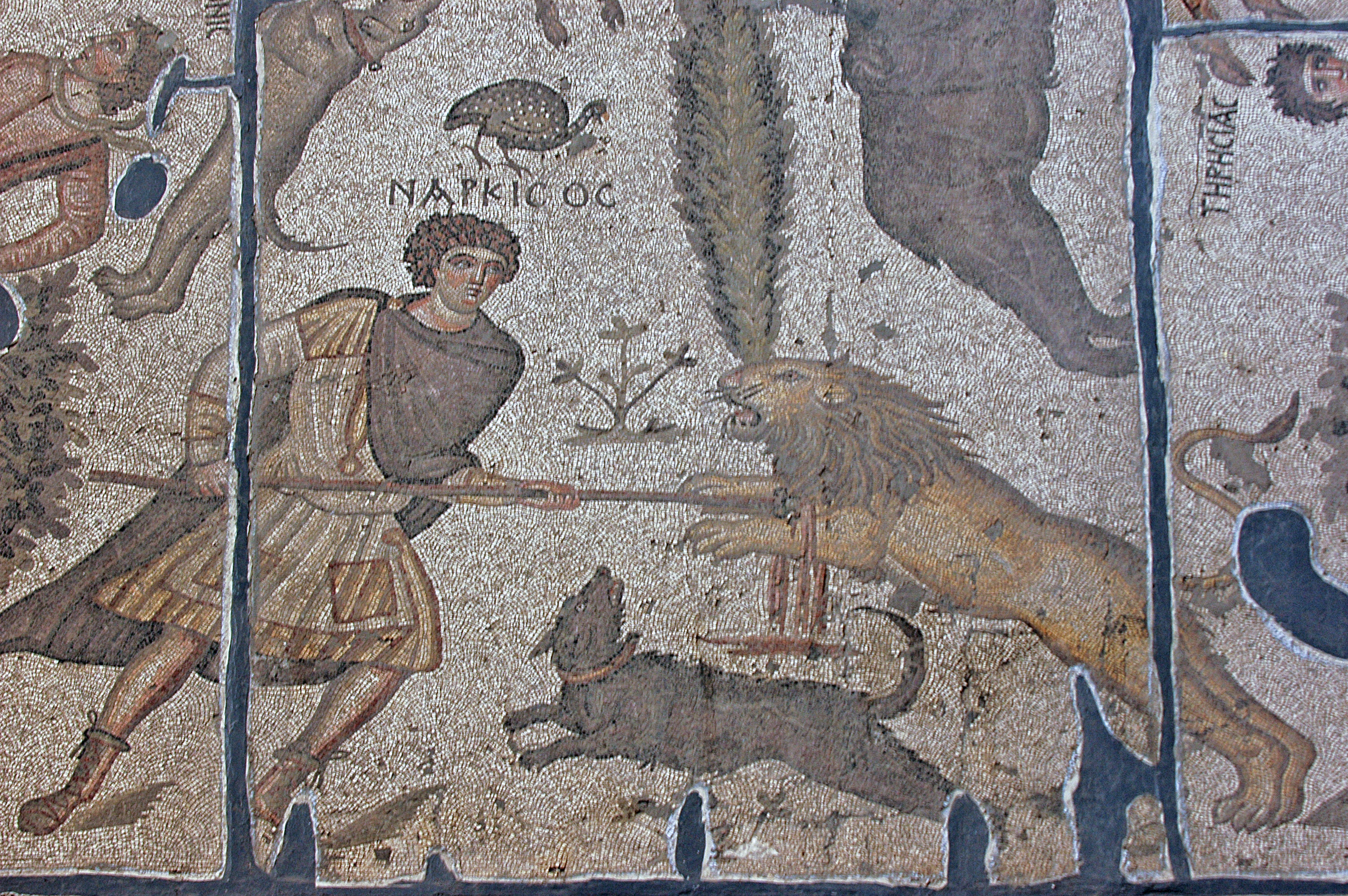
Museo Archeologico di Hatay mosaico del villaggio di Yakto
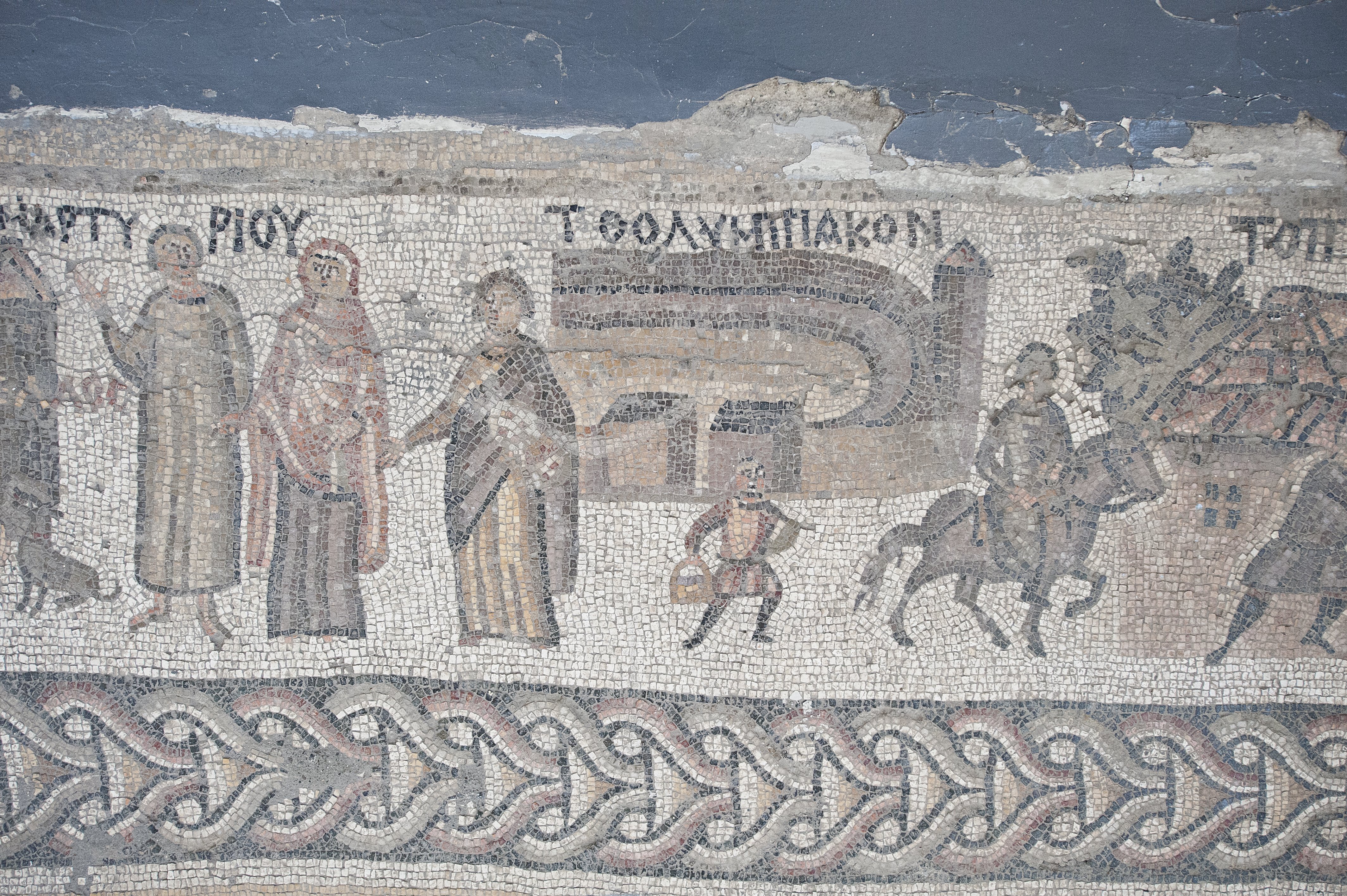
Museo Archeologico di Hatay mosaico del villaggio di Yakto
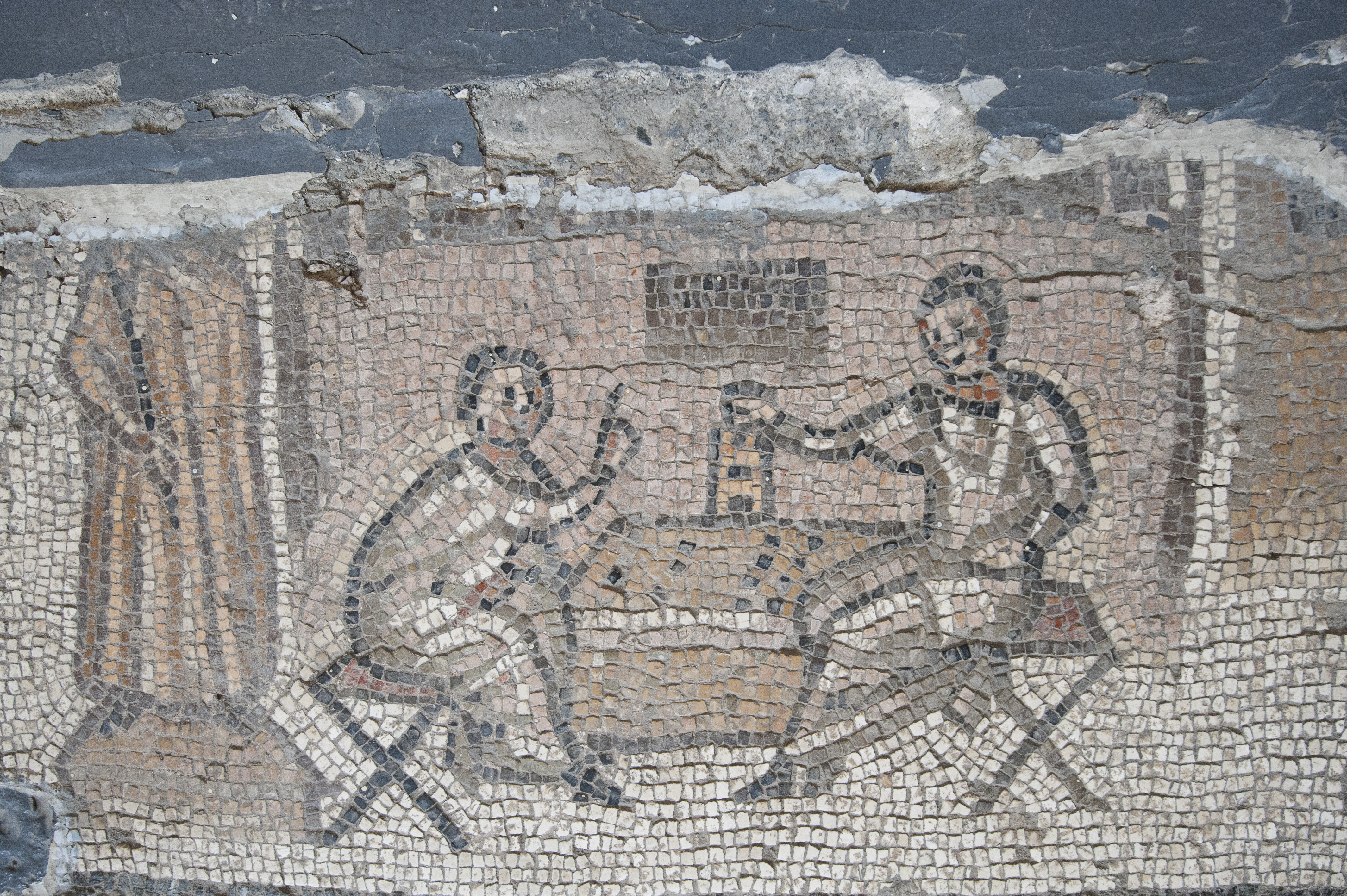
Museo Archeologico di Hatay mosaico del villaggio di Yakto
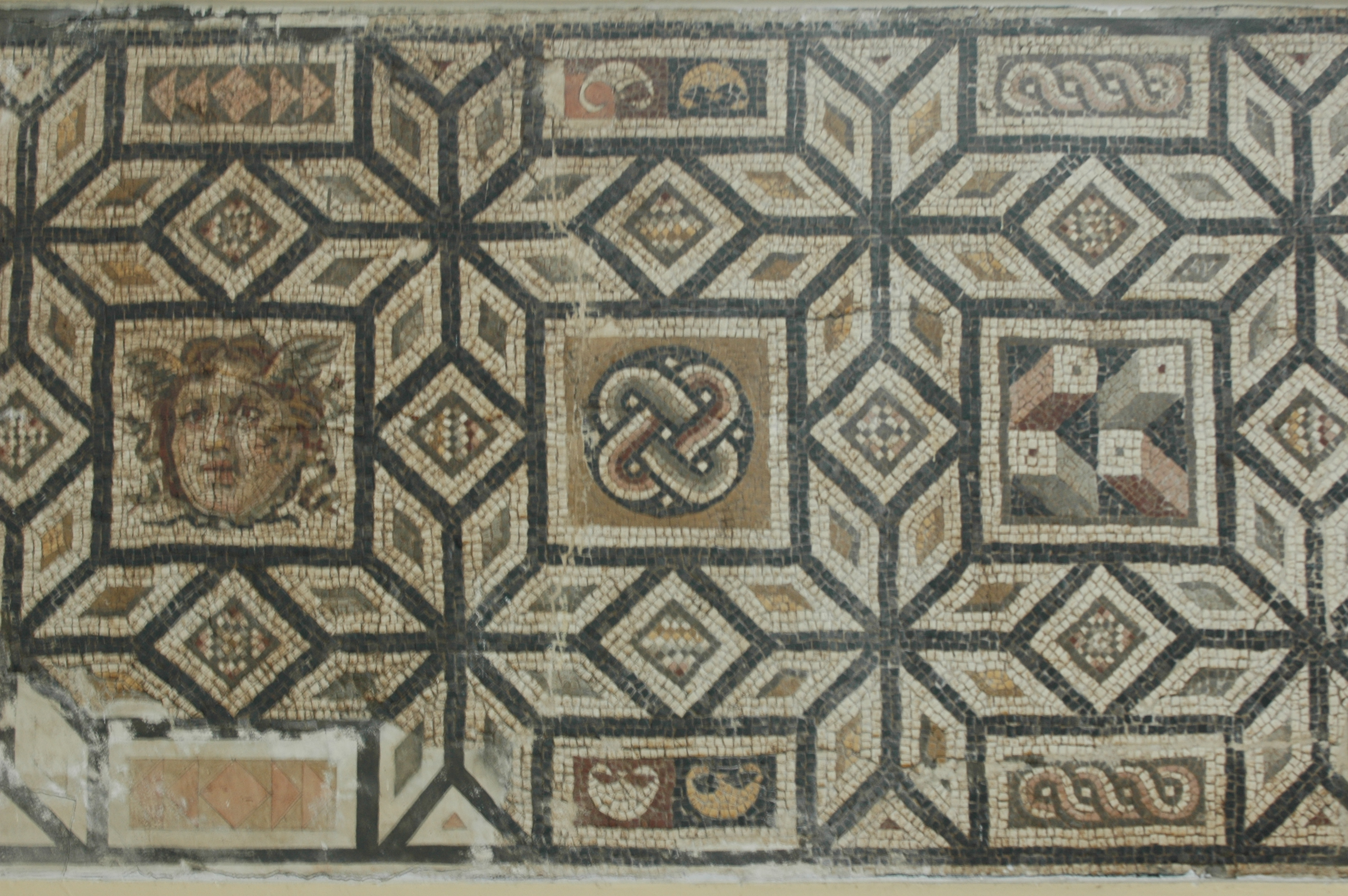
Museo Archeologico di Hatay mosaico geometrico
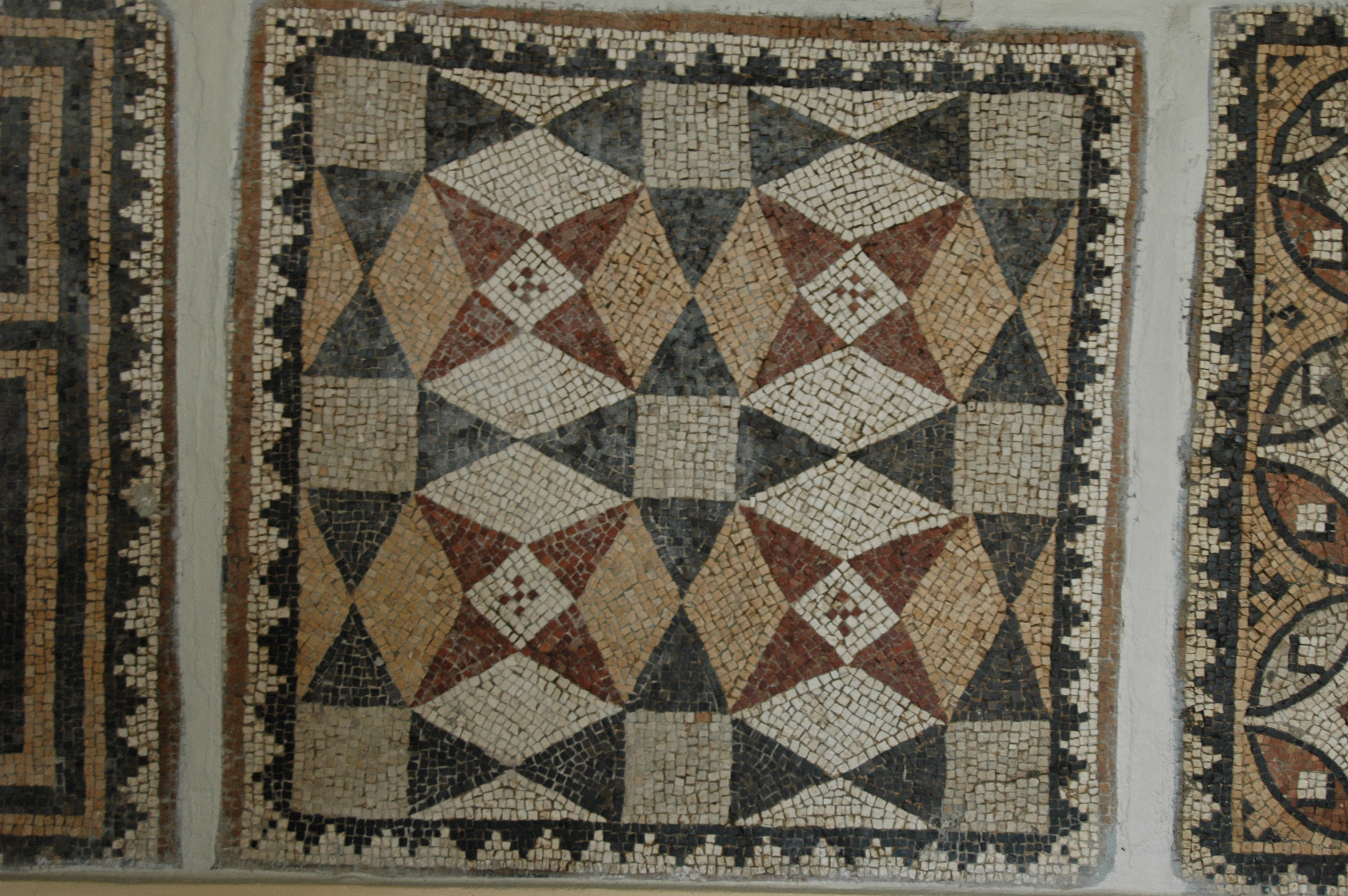
Museo Archeologico di Hatay mosaico geometrico
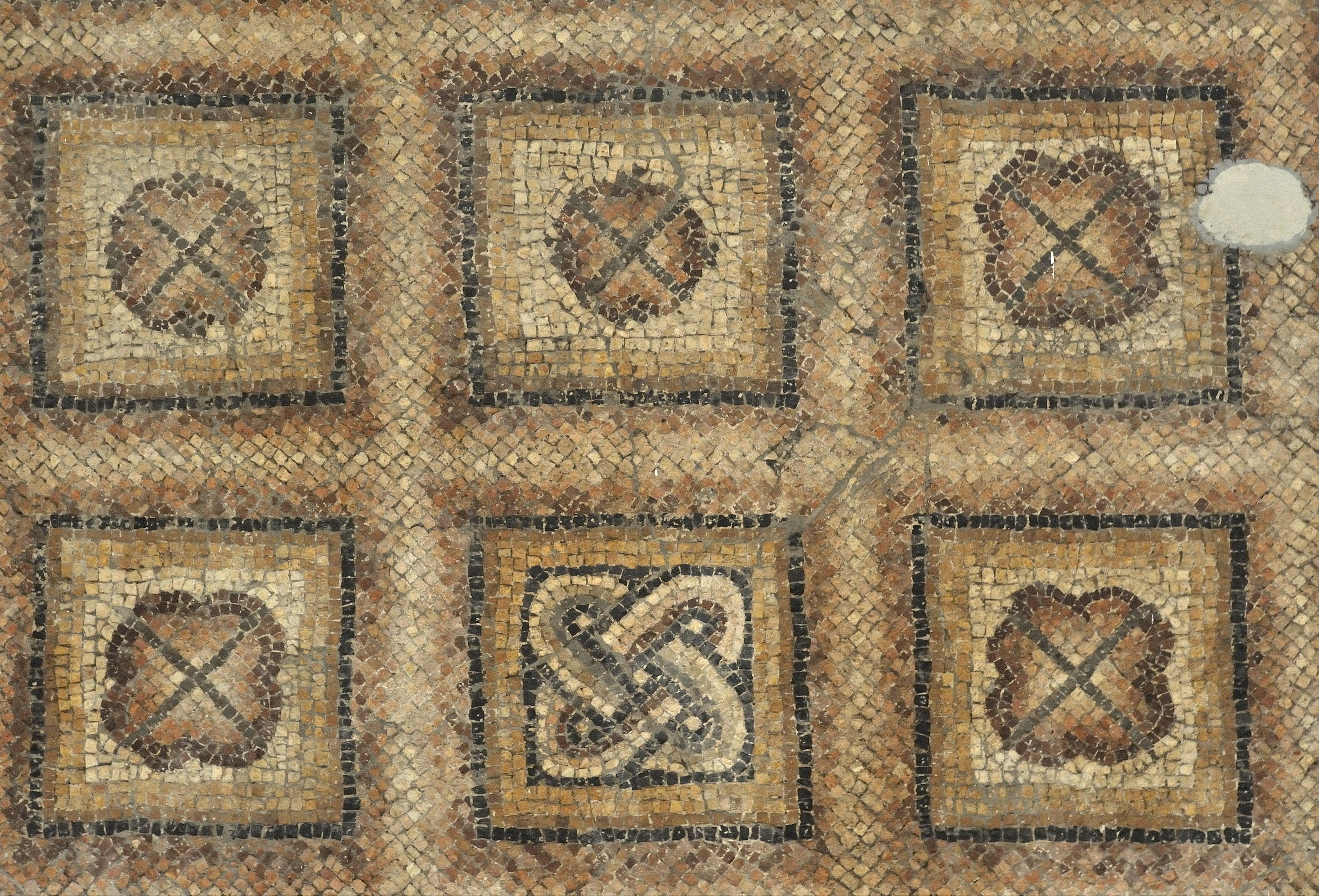
Museo Archeologico di Hatay mosaico geometrico
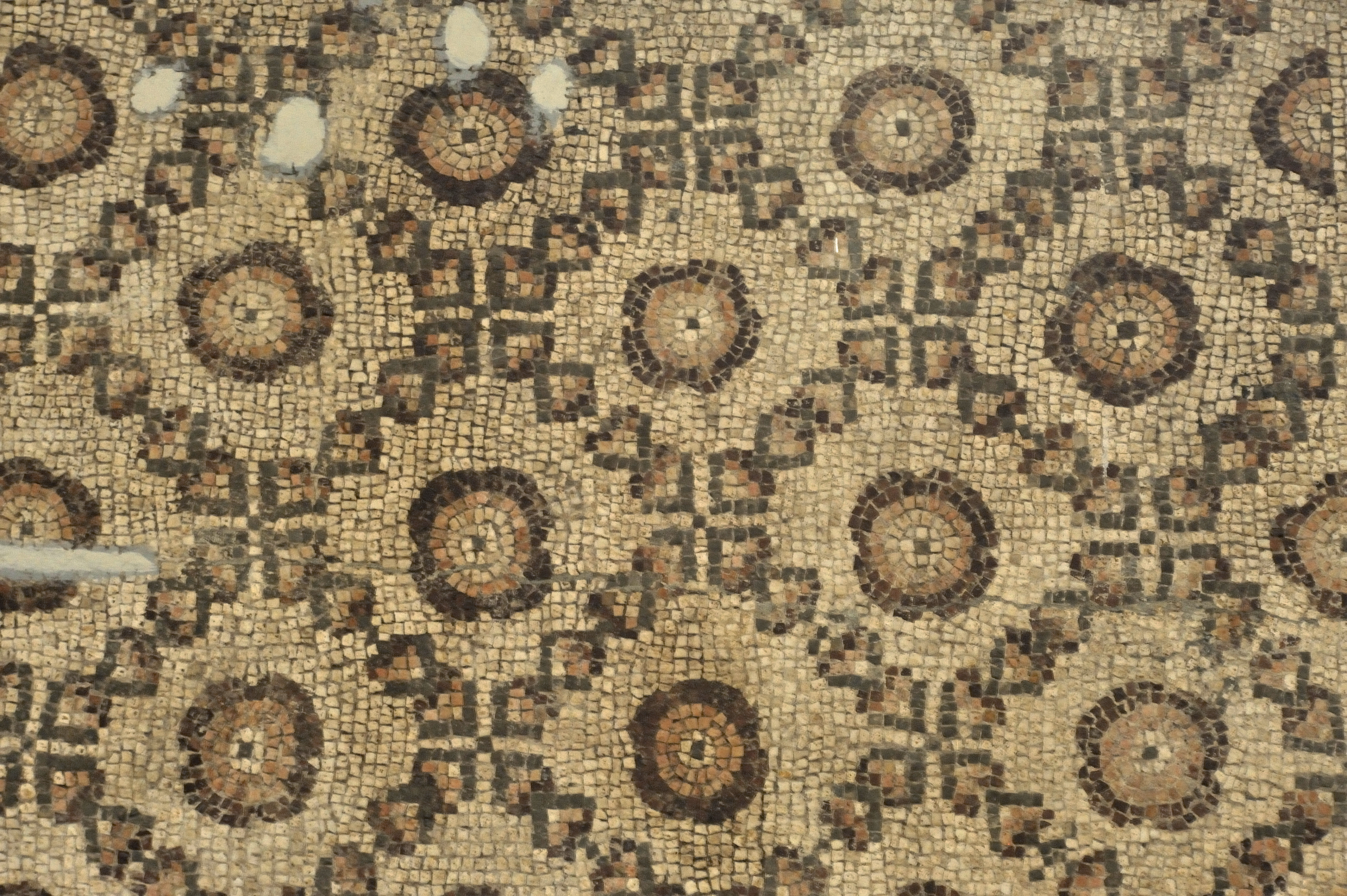
Museo Archeologico di Hatay mosaico geometrico
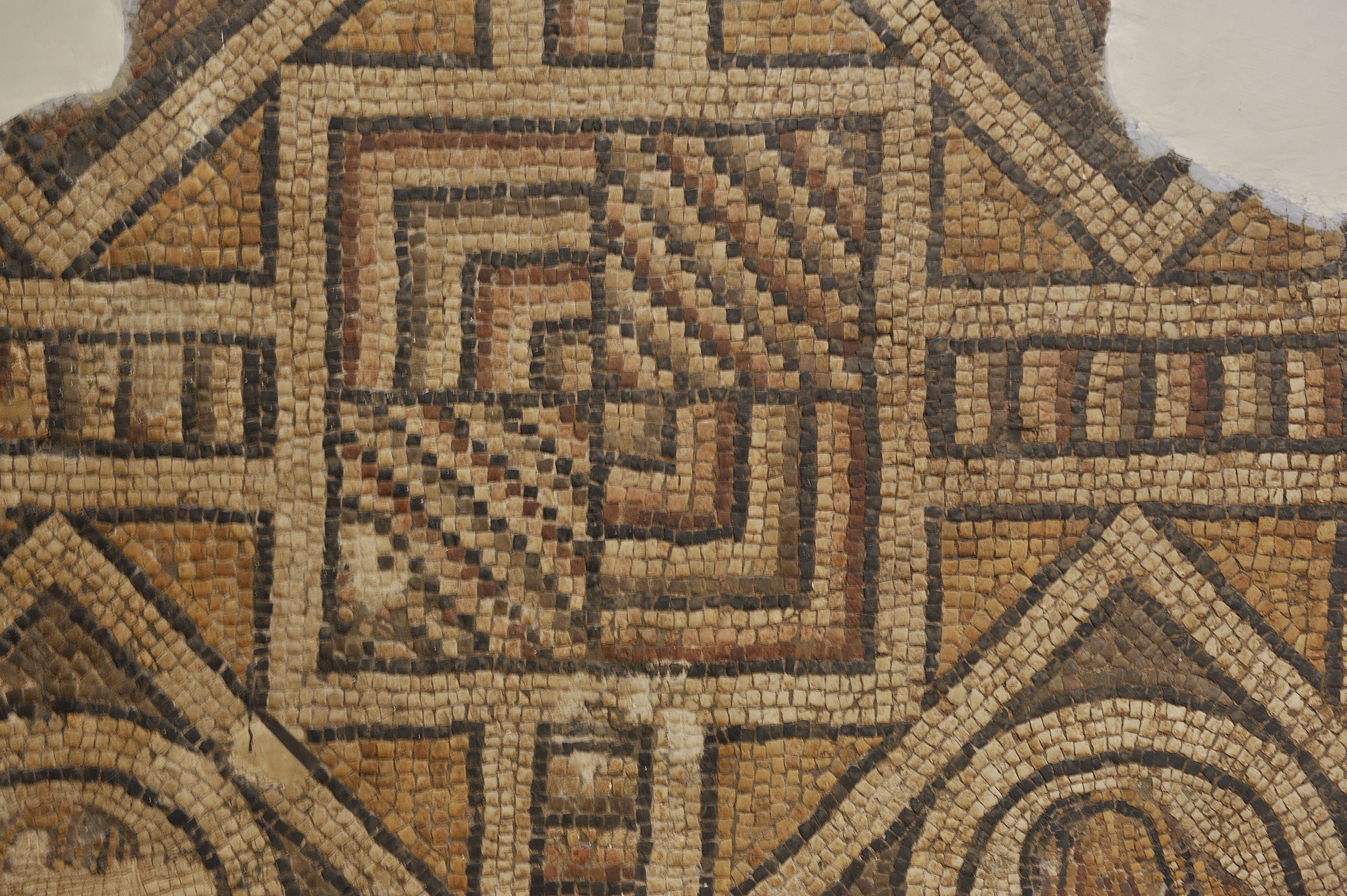
Museo Archeologico di Hatay mosaico geometrico
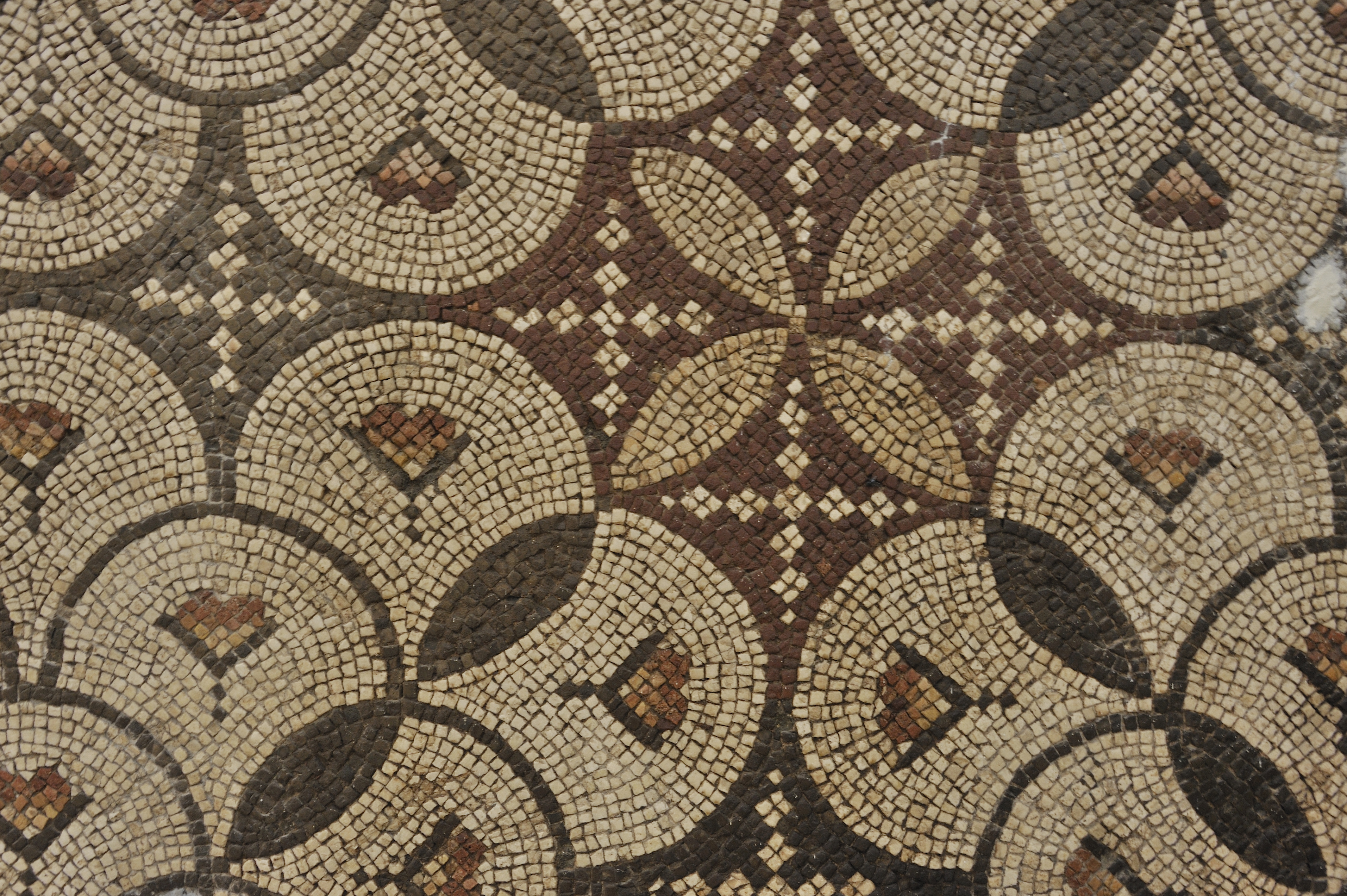
Museo Archeologico di Hatay mosaico geometrico
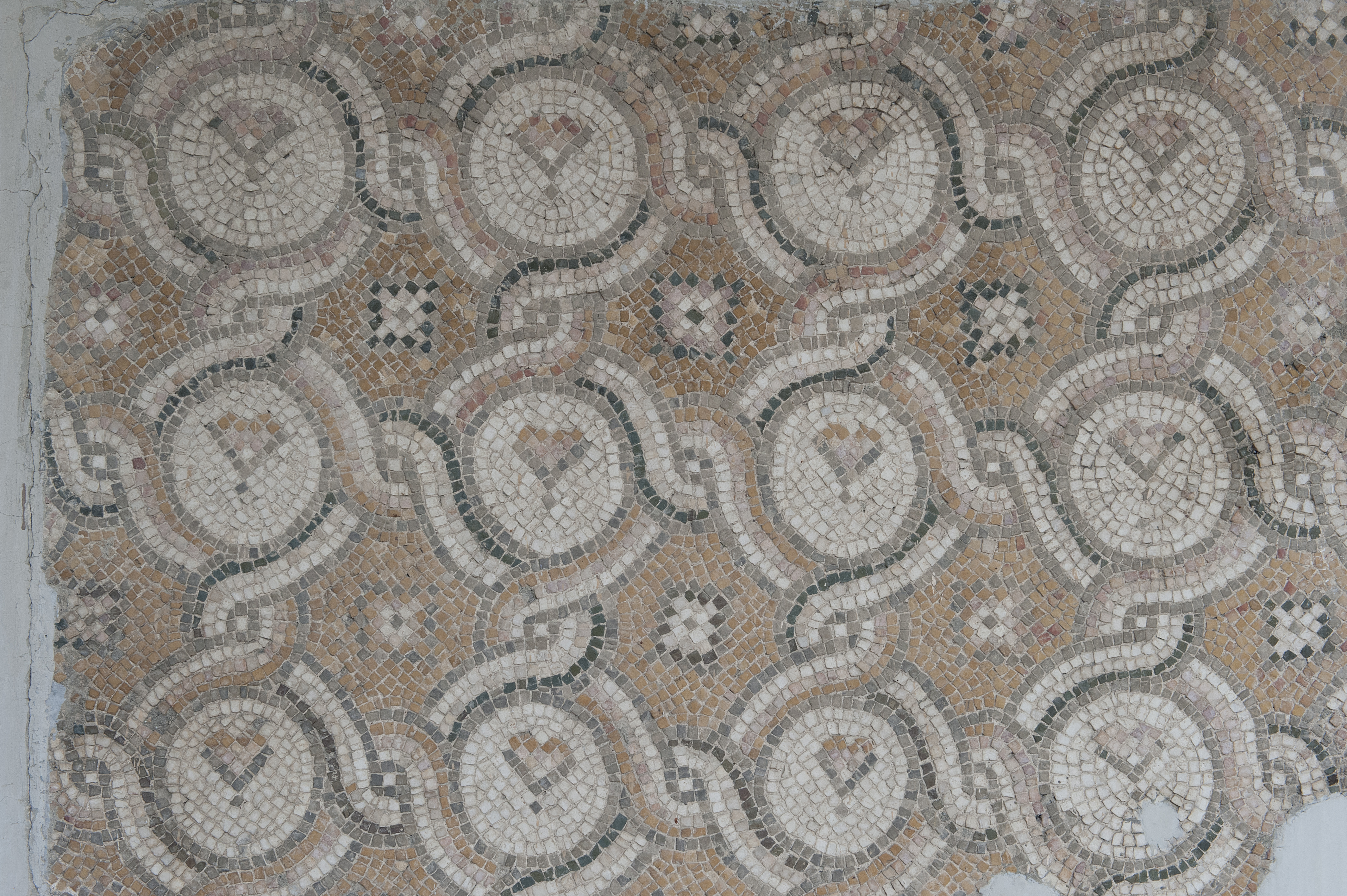
Museo Archeologico di Hatay mosaico geometrico
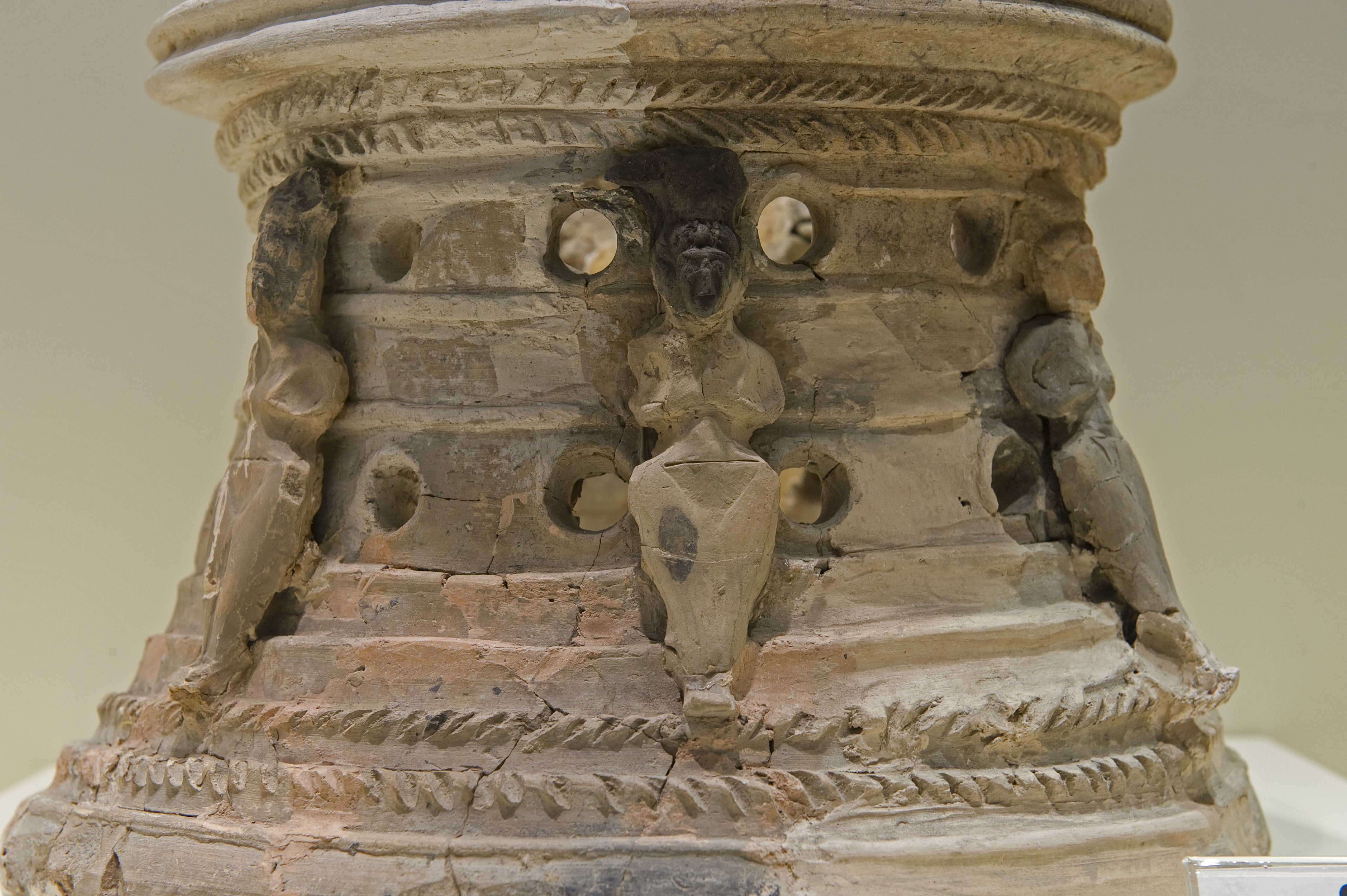
Museo Archeologico di Hatay bracere
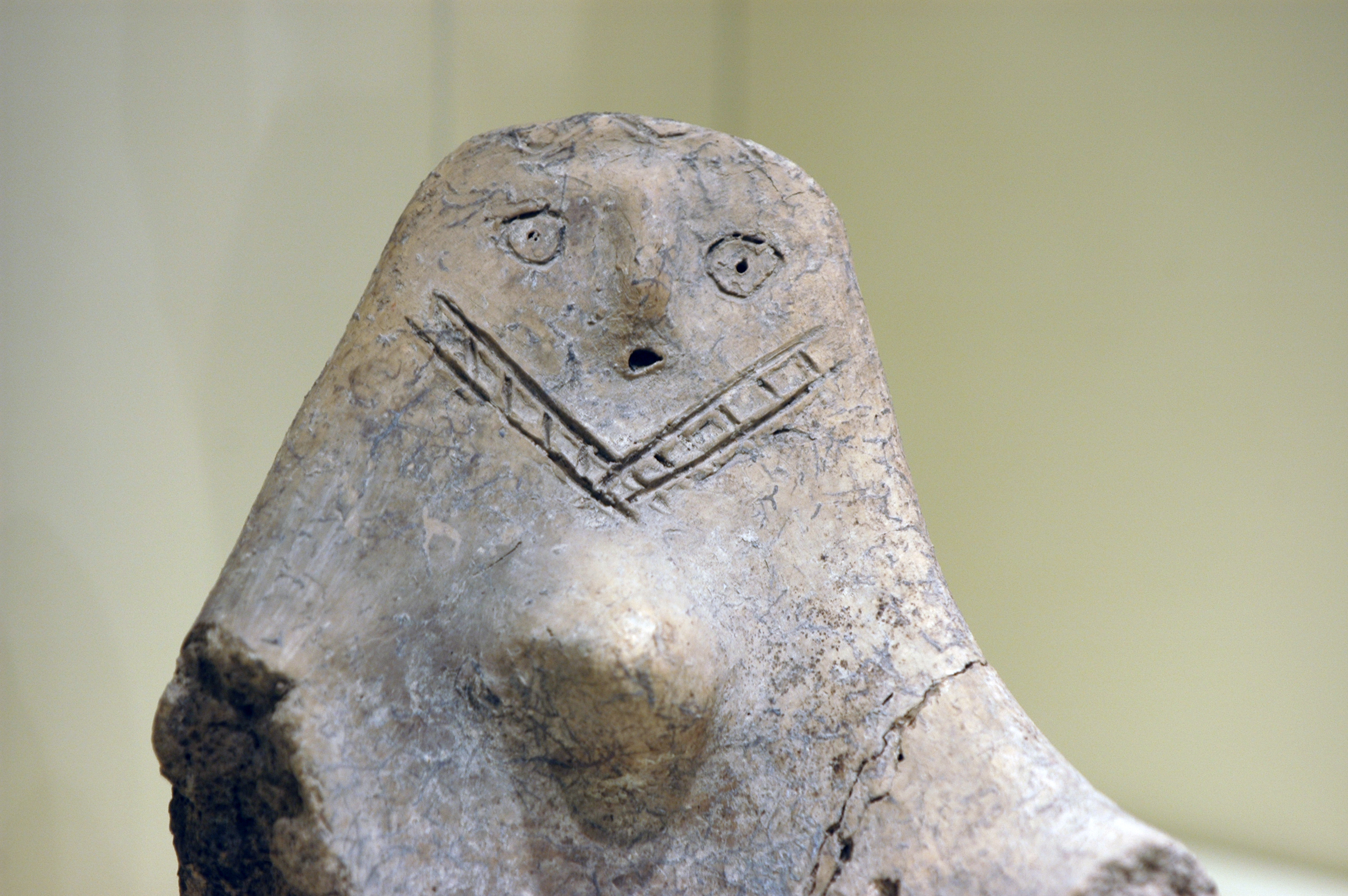
Museo Archeologico di Hatay utensile da cucina
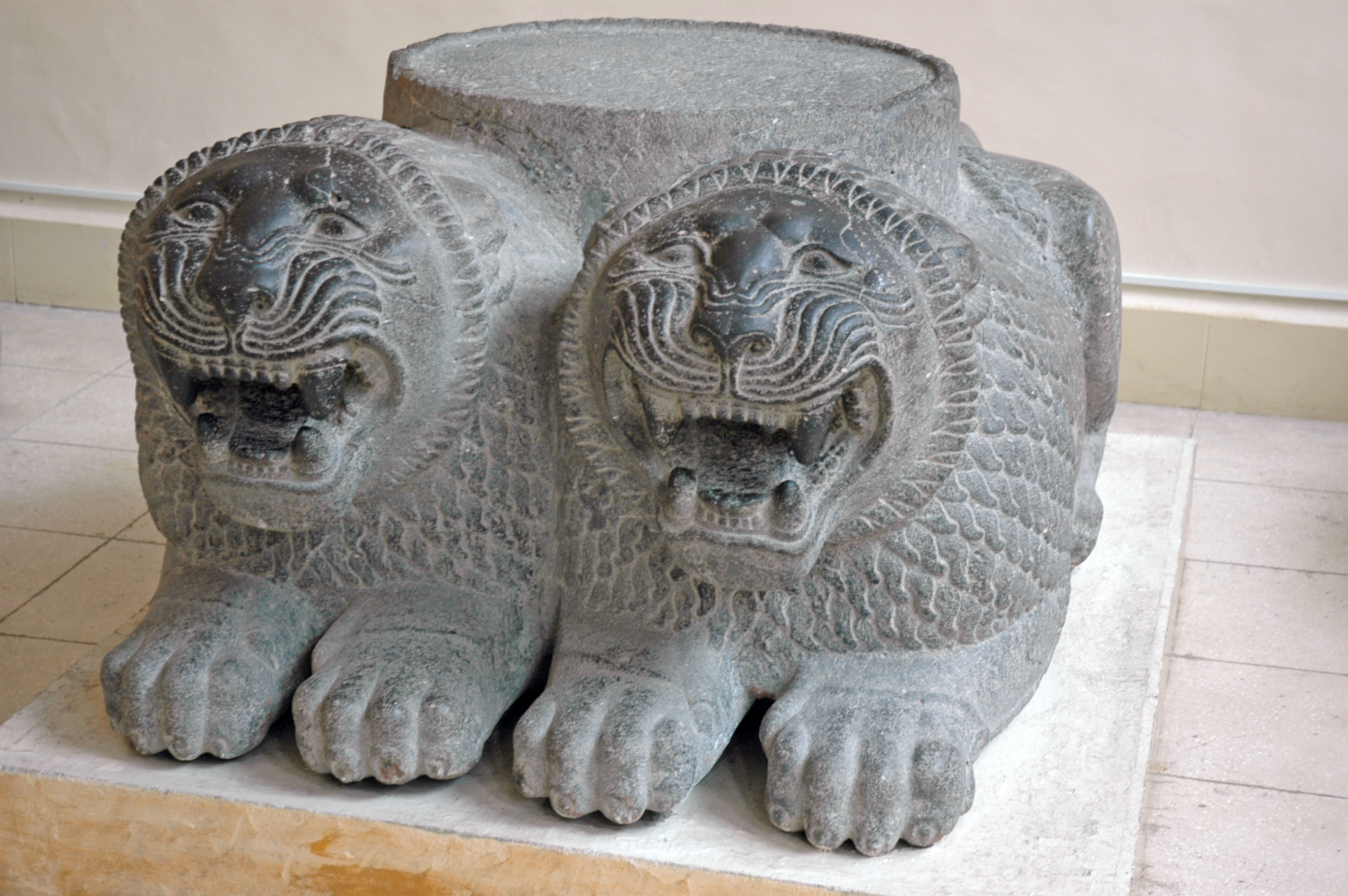
Museo Archeologico di Hatay leoni di fattura Assira
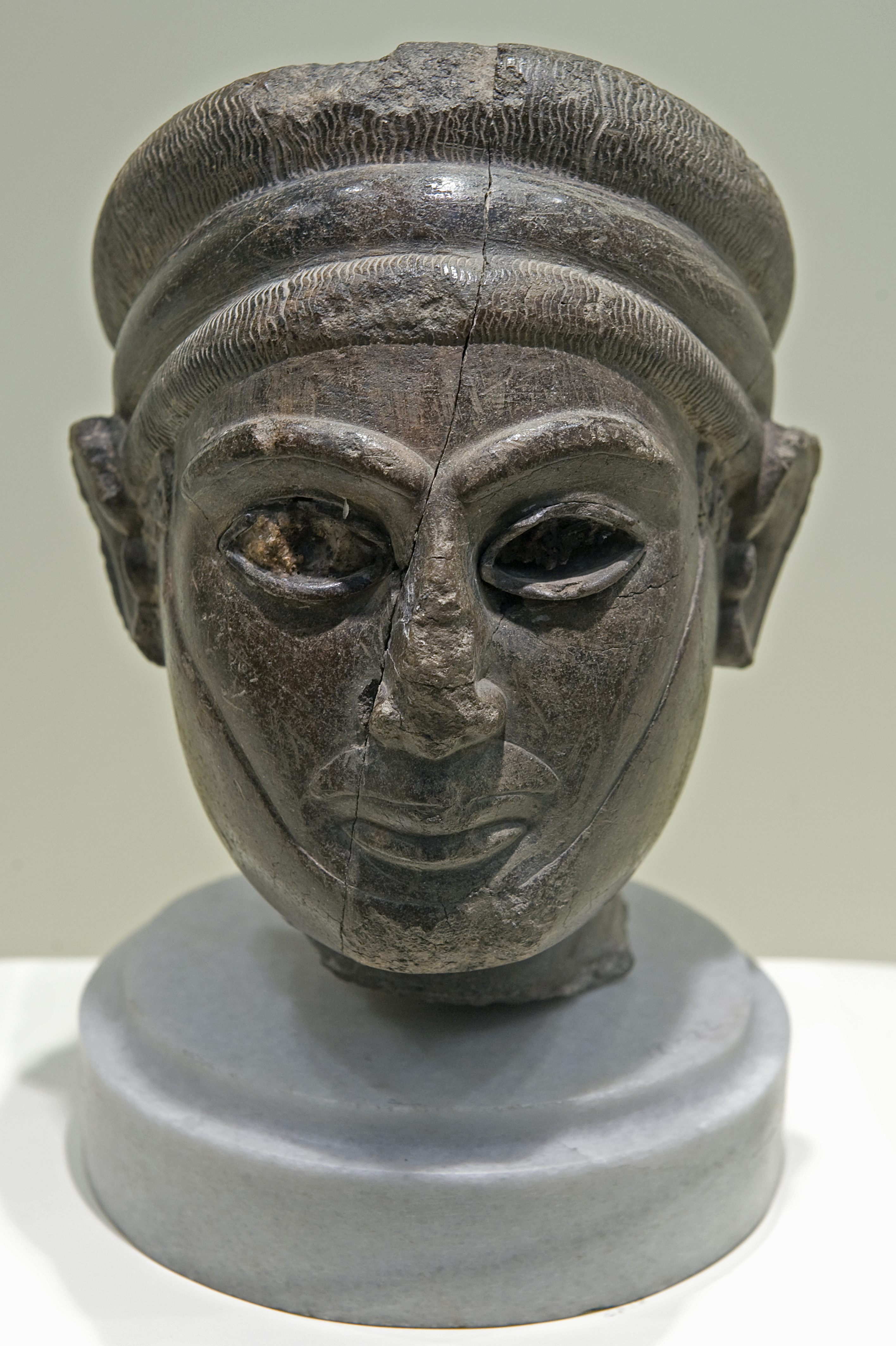
Museo Archeologico di Hatay testa di re
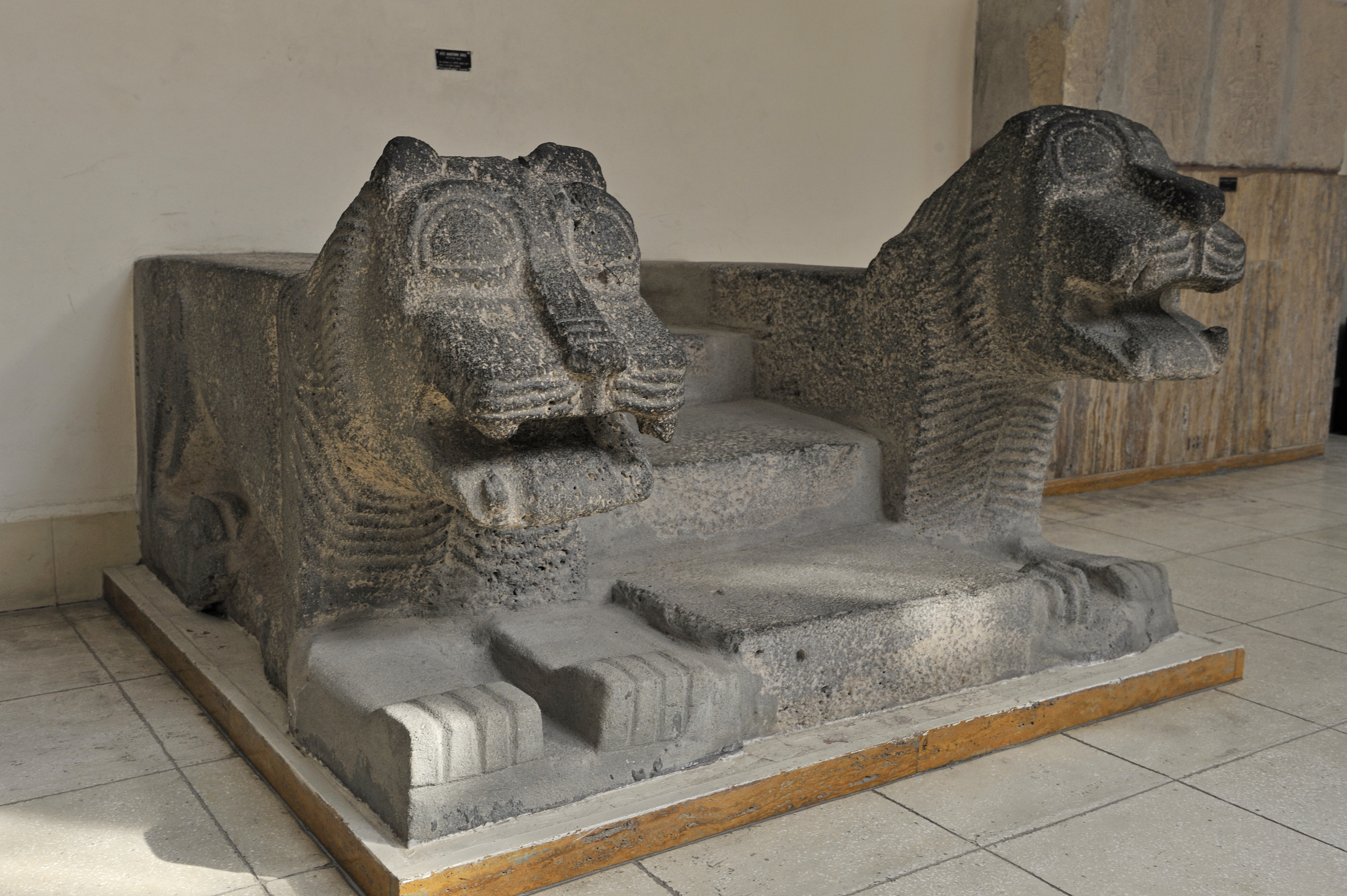
Museo Archeologico di Hatay ingresso di un tempio Ittita
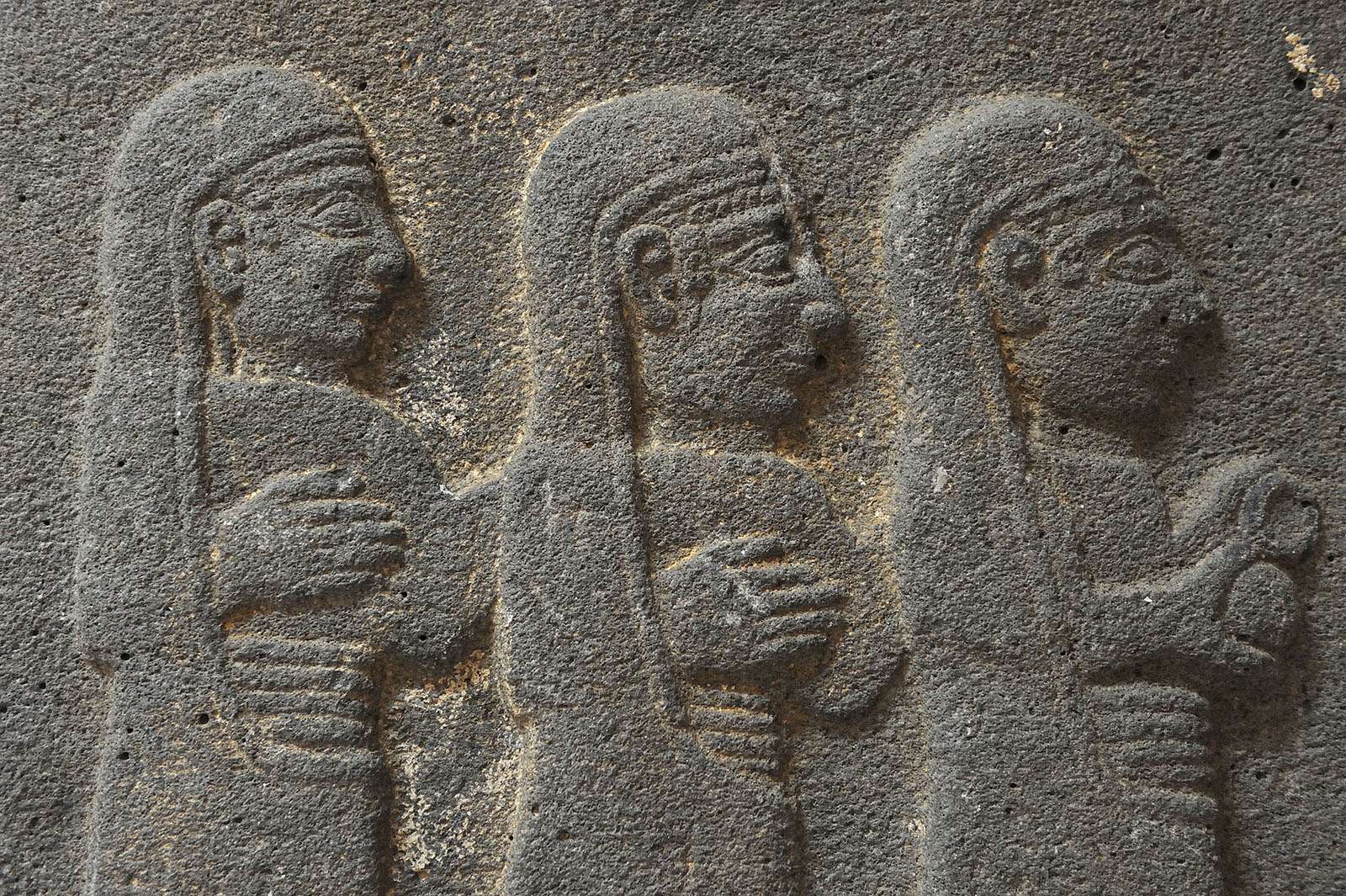
Museo Archeologico di Hatay stele tardo ittita
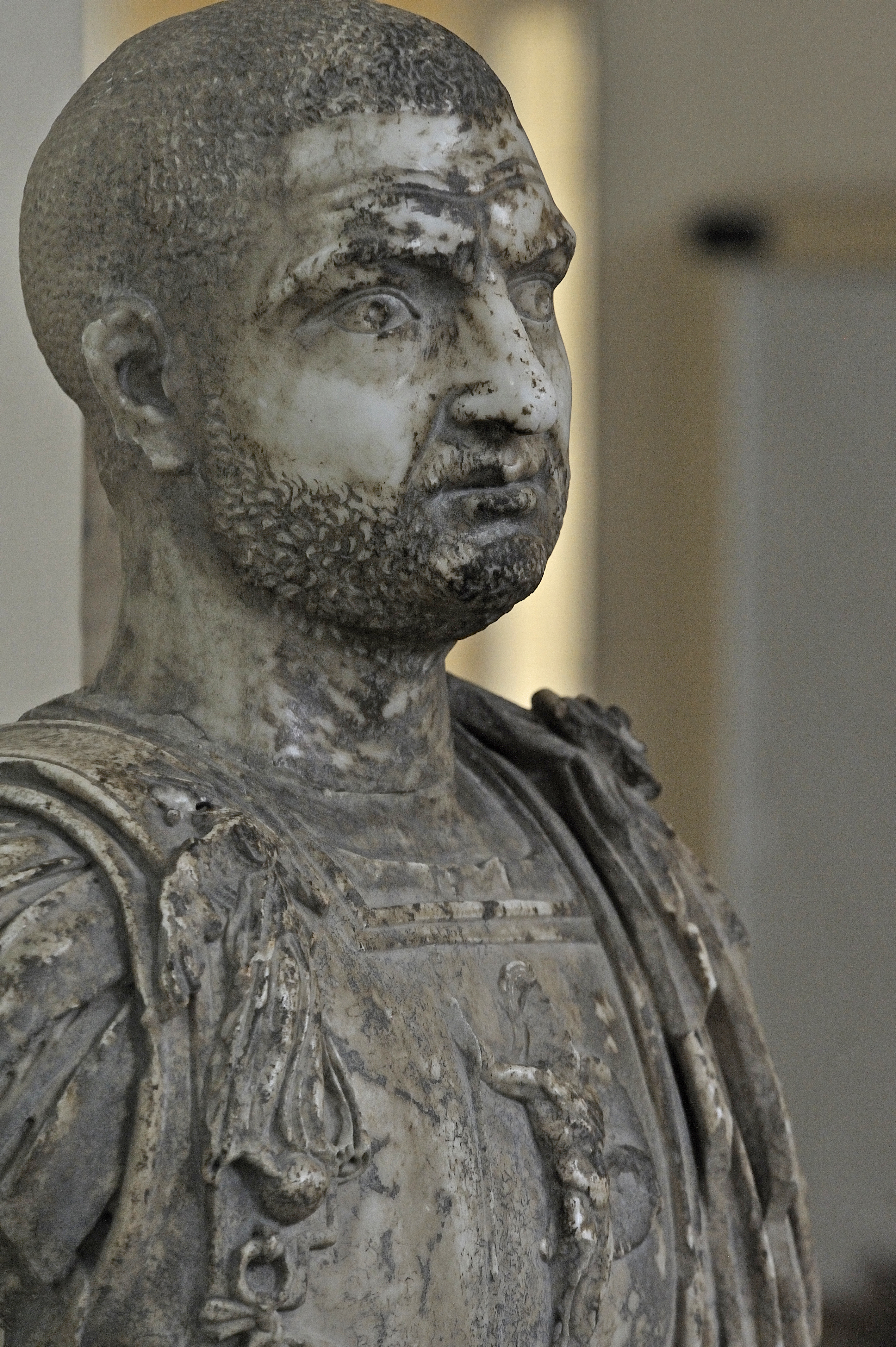
Museo Archeologico di Hatay Treboniano Gallo
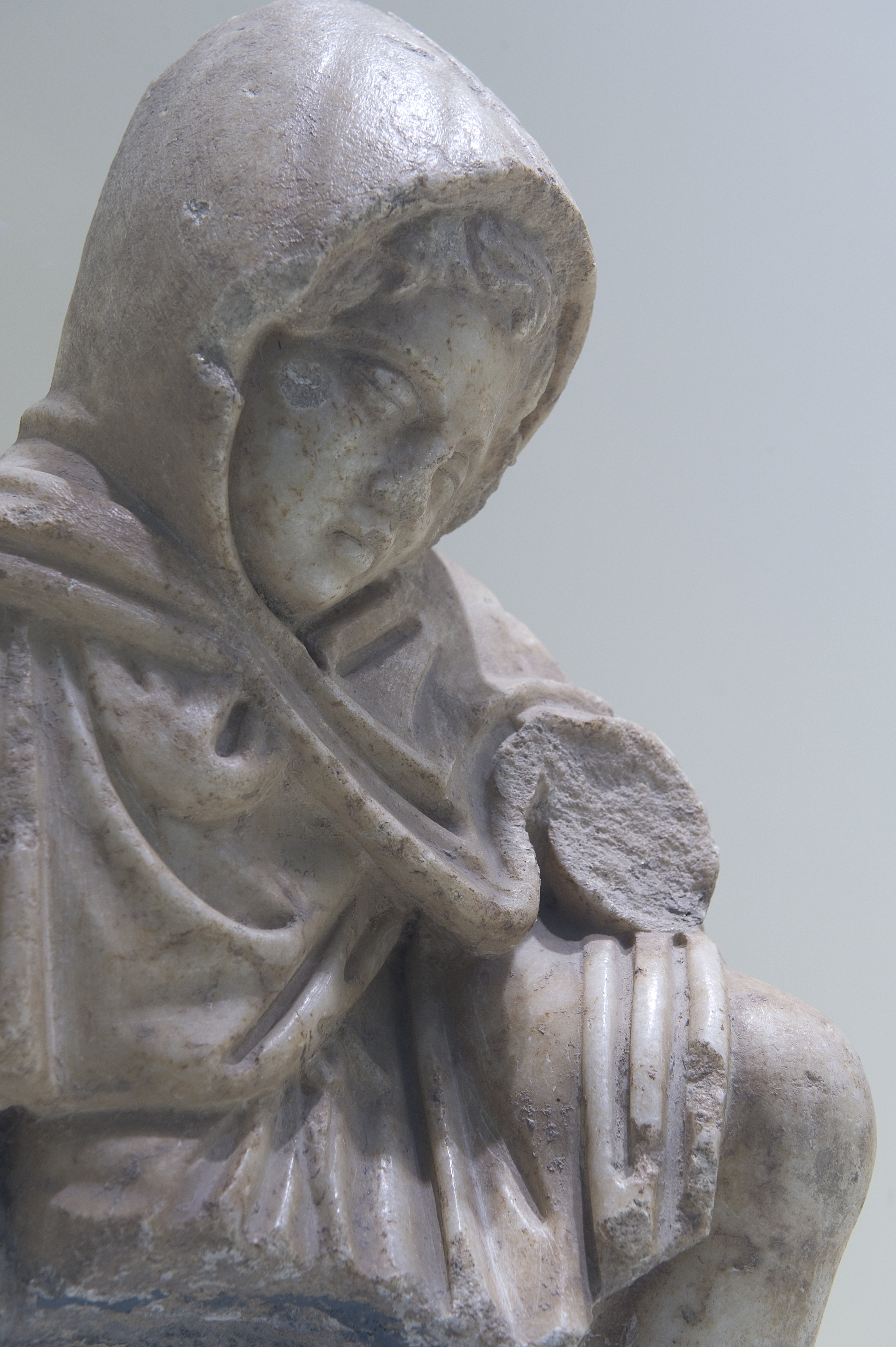
Museo Archeologico di Hatay lo schiavetto dormiente
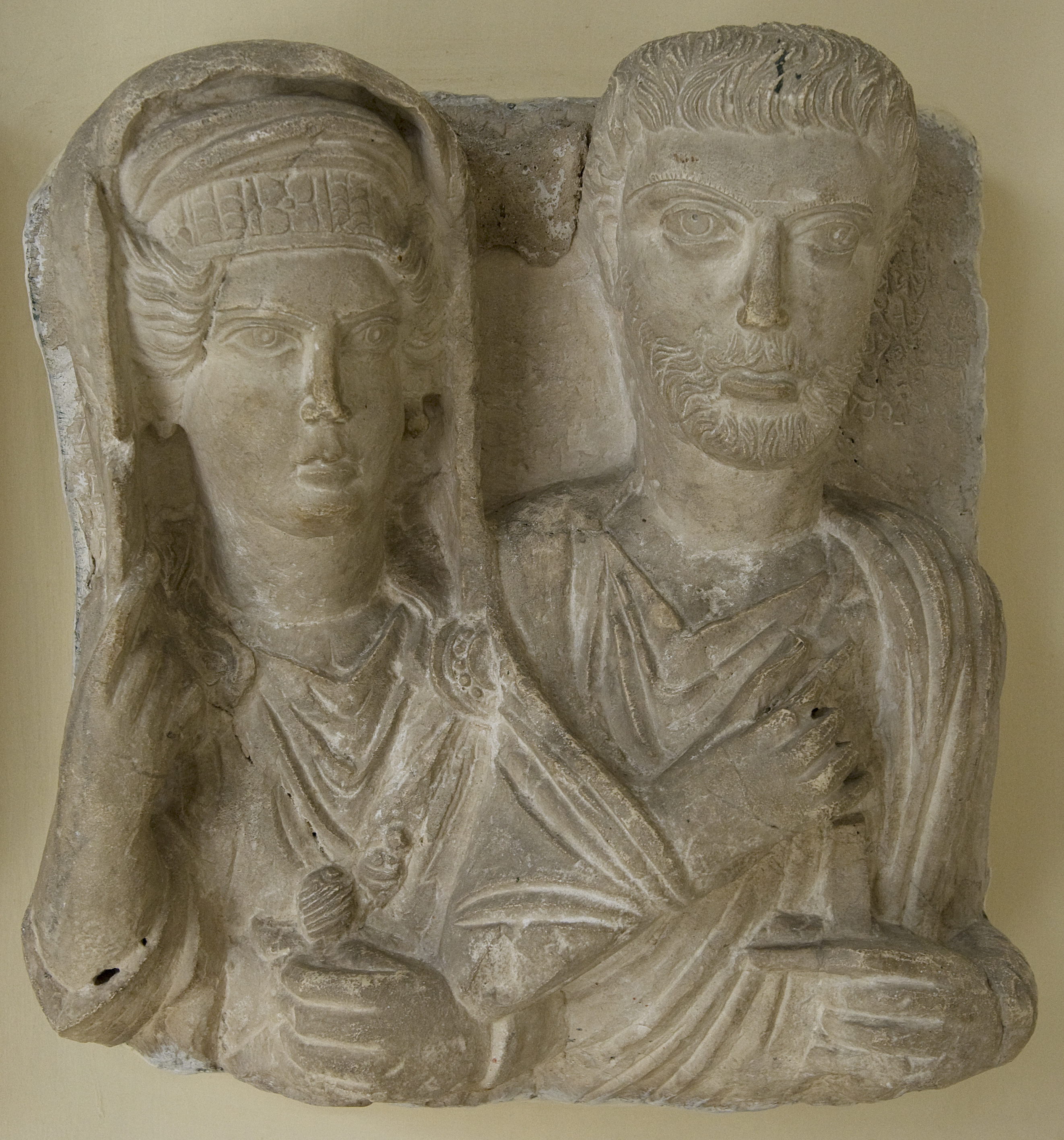
Museo Archeologico di Hatay Stele in stile palmireno
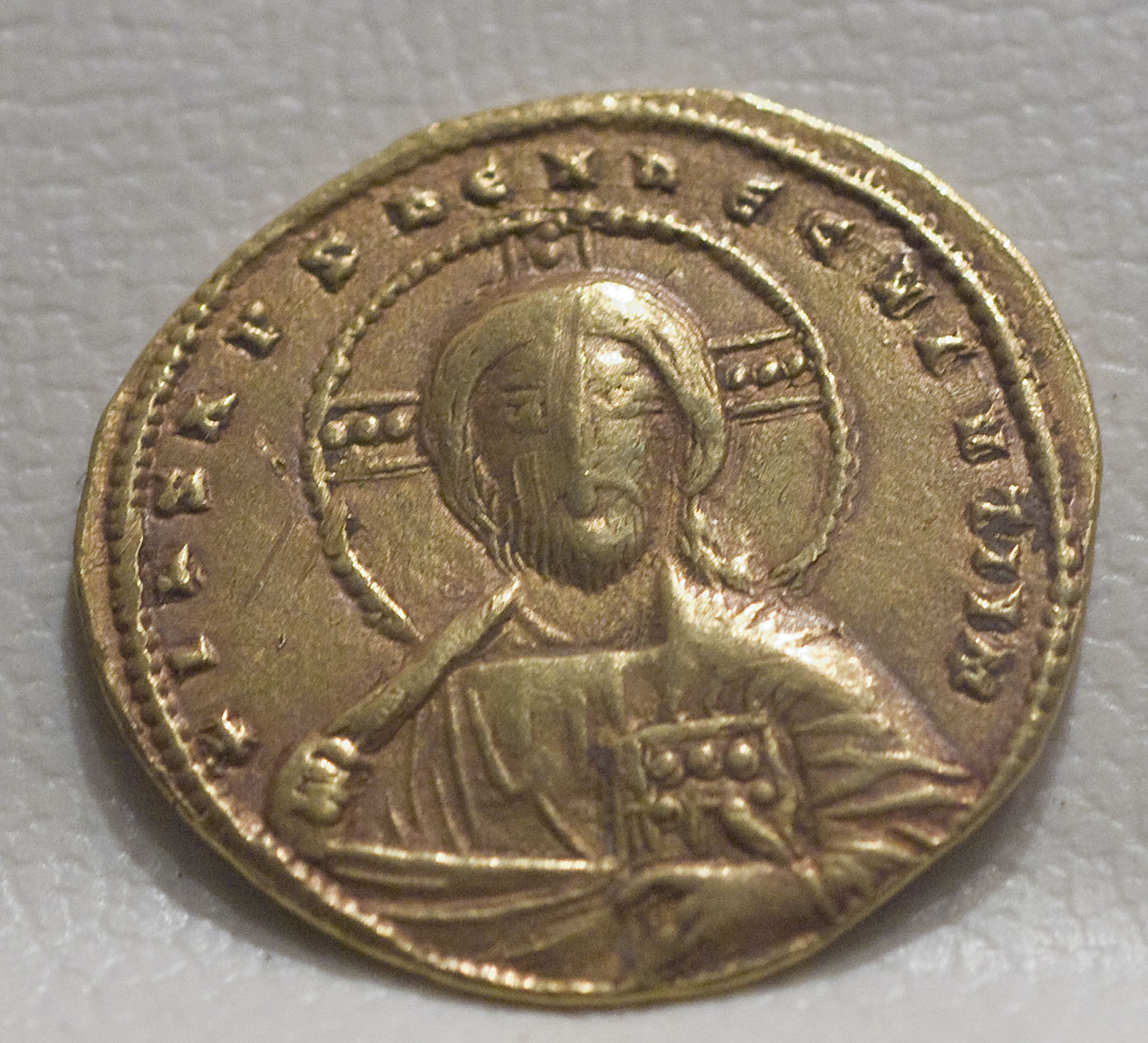
Museo Archeologico di Hatay moneta bizantina con il Pantocratore